# Edern
Pour le saint homonyme, voir Saint Edern.
Edern [edɛʁn] est une commune du département du Finistère, dans la région Bretagne, en France.

## Géographie

### Situation
Faisant traditionnellement partie du pays Glazik, la commune d'Edern est située au cœur de la Cornouaille à environ 15 km de la préfecture de Quimper. Edern faisait partie de 1994 à 2016, avec les communes de Briec, Landrévarzec, Langolen et Landudal, de la communauté de communes du Pays Glazik. Depuis 2017, elle fait partie de Quimper Bretagne occidentale.

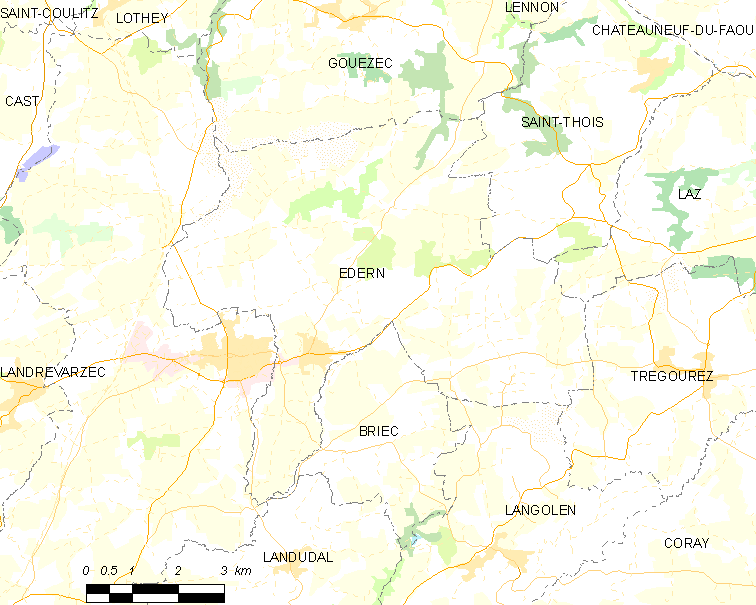
Carte de la commune d'Edern.

|       | Gouézec         | Saint-Thois        |
| Briec | Edern           | Laz                |
|       | Landudal, Briec | Trégourez Langolen |

### Relief
L'espace communal est vallonné : après le plissement hercynien et la pénéplanation post-hercynienne, le relief est formé principalement d'alignements successifs de hauteurs formées de roches dures, dégagées par l'érosion, caractéristique d'un relief de type appalachien, typique aussi du Massif armoricain. La partie occidentale des montagnes Noires, orientée est-nord-est - ouest-sud-ouest traverse la partie nord du territoire communal et forme les points les plus élevés, comme Belle-Roche qui atteint 239 mètres d'altitude, le point culminant étant Menez Roc'h Tourmant (dit parfois Menez Landivijenn) avec 260 m d'altitude ; un deuxième alignement de hauteurs, parallèle au précédent, va de Quillien jusqu'à Kerzuguel, culminant à 238 mètres à l'est de Kerzuguel Vihan ; un troisième axe élevé, toujours parallèle aux précédents, culmine à 238 mètres au Menez Sant-Yann, près de la chapelle de Saint-Jean-Botlann ; un quatrième alignement de hauteurs se situe dans le sud-est de la commune, autour de Gulvain (le Menez Gulvain atteint 202 mètres d'altitude).
Les points les plus bas sont situés dans l'angle nord-ouest du finage communal, dans la vallée du ruisseau des Trois Fontaines, à proximité de la chapelle des Trois Fontaines (qui dépend de la commune de Gouézec), où l'altitude s'abaisse jusqu'à 111 mètres, et surtout dans l'extrême sud du territoire communal, au sud du hameau de Coatdregat/Koad-Dregad, où l'altitude descend jusqu'à 80 mètres dans la presqu'île de confluence entre le ruisseau de Langelin et un de ses affluents de rive gauche, près du moulin de Quistinic. Le bourg est vers 130 mètres d'altitude.

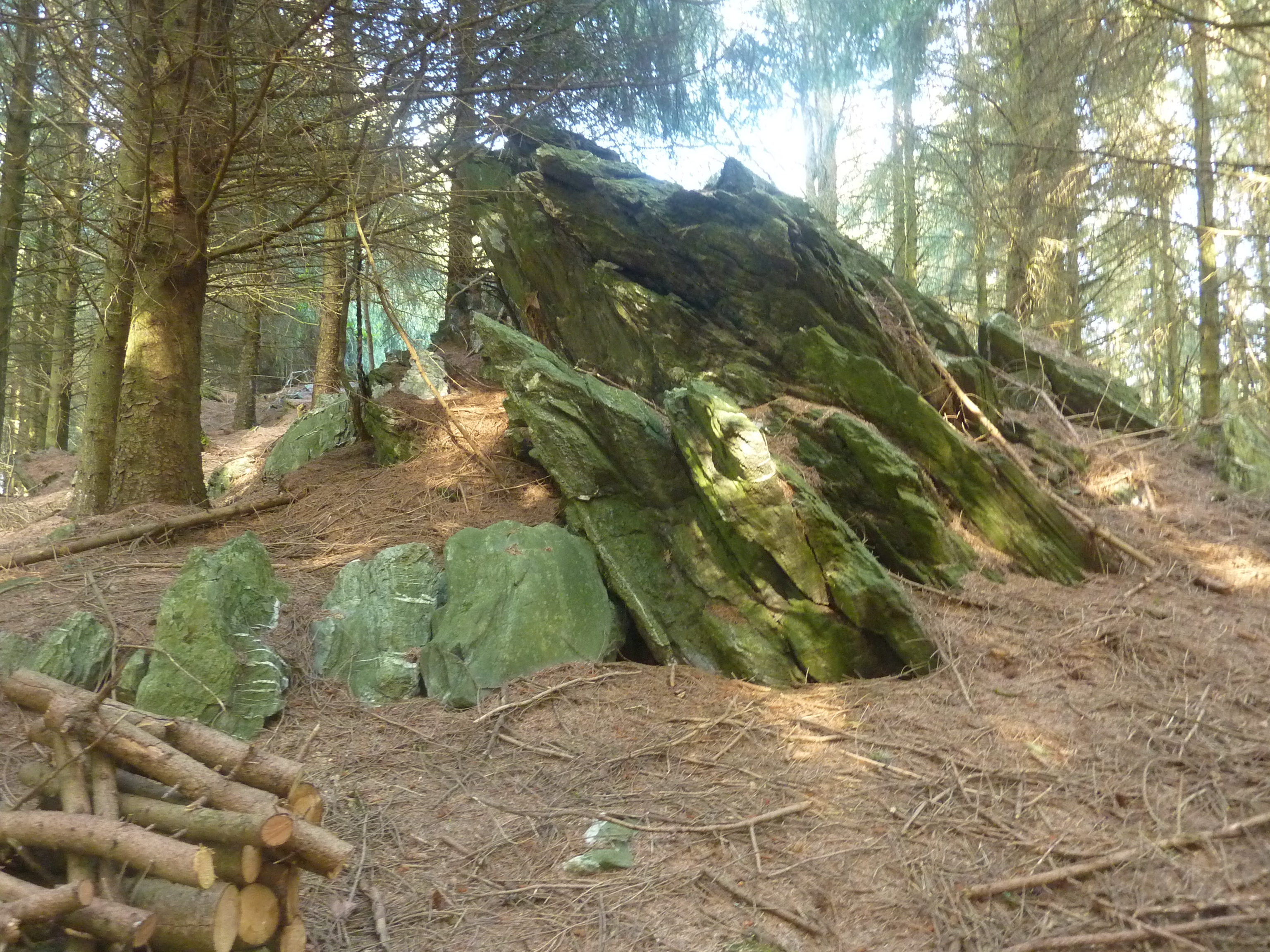
Edern : Roc'h Tourment (260 m d'altitude), un des sommets des Montagnes noires, schistes à fort pendage.
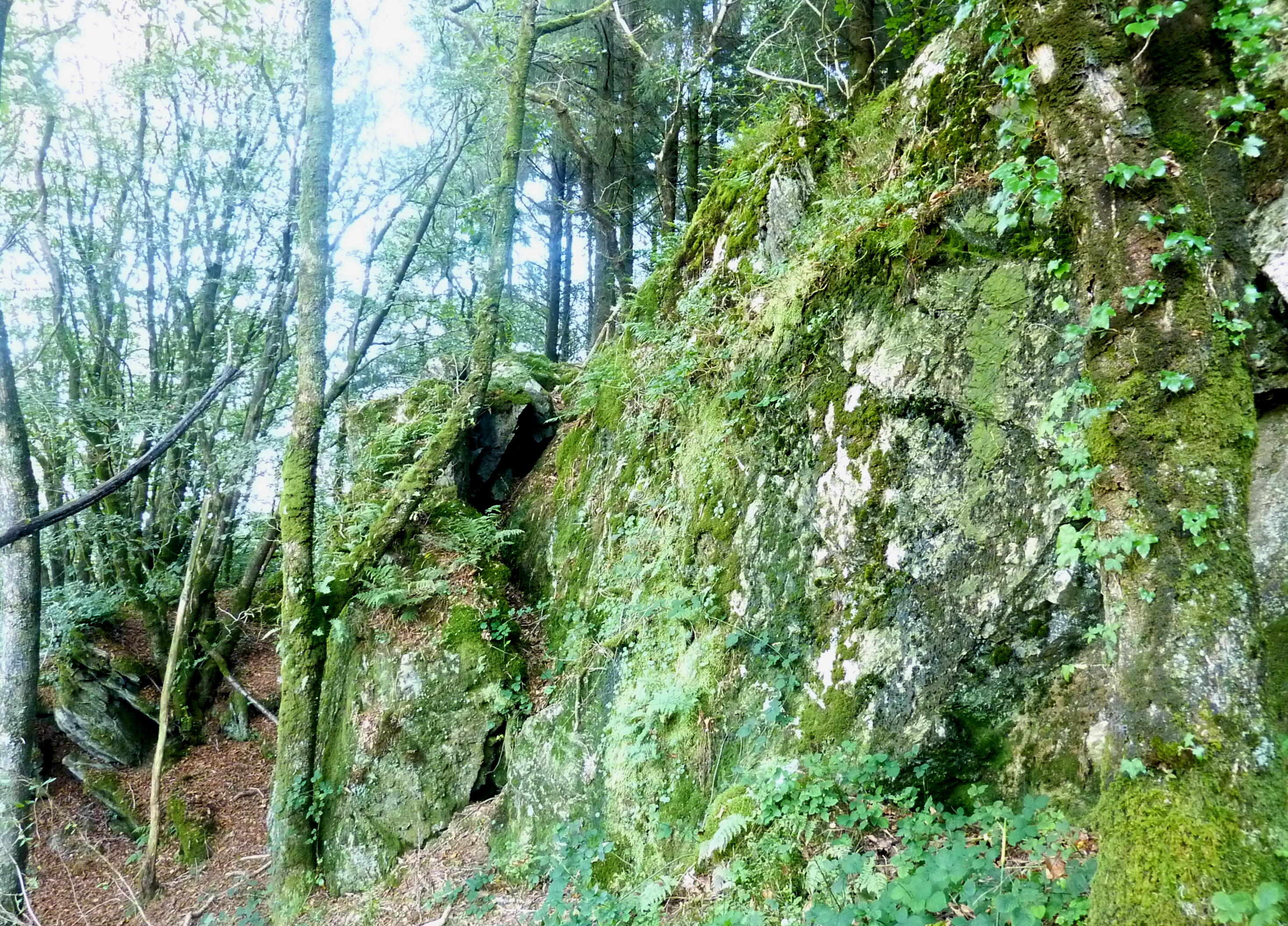
Roc'h Tourment : schistes quartziteux redressés à la verticale.
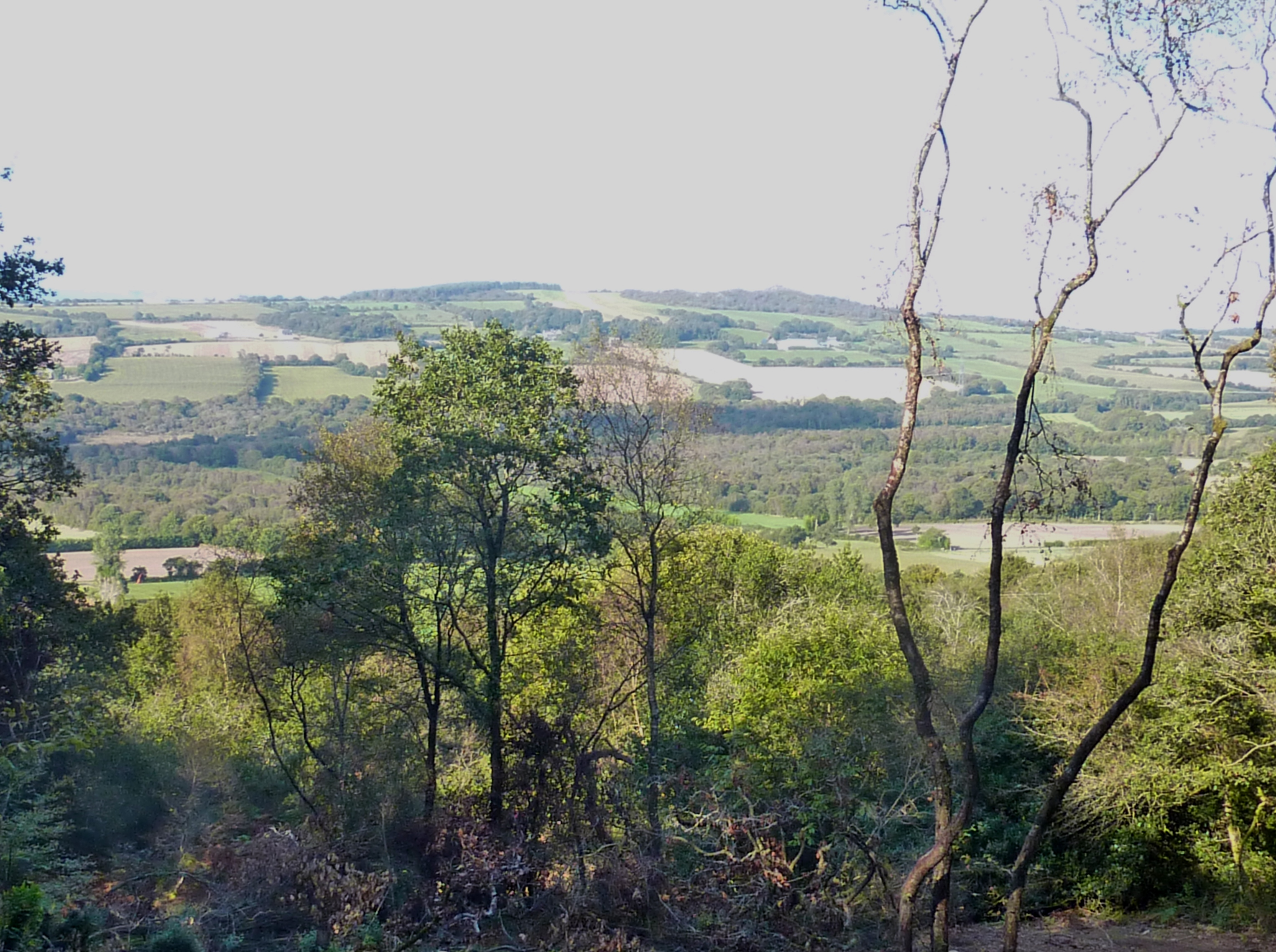
Paysage vu vers le nord depuis Roc'h Tourment (vallée du ruisseau des Trois Fontaines qui forme limite avec Gouézec).
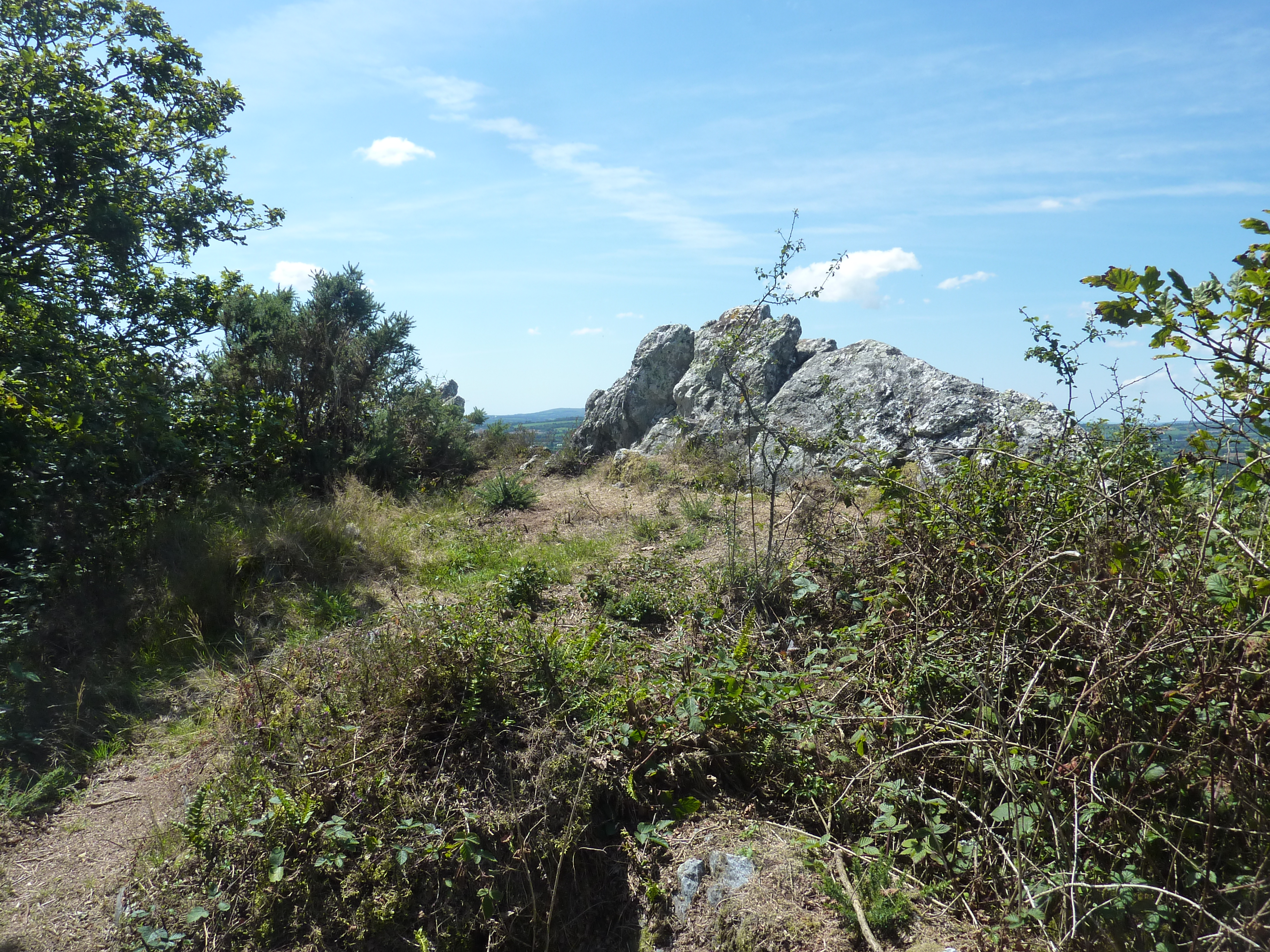
Le sommet de Ménez Landivigen (260 mètres d'altitude) situé près du « jardin Picart ».
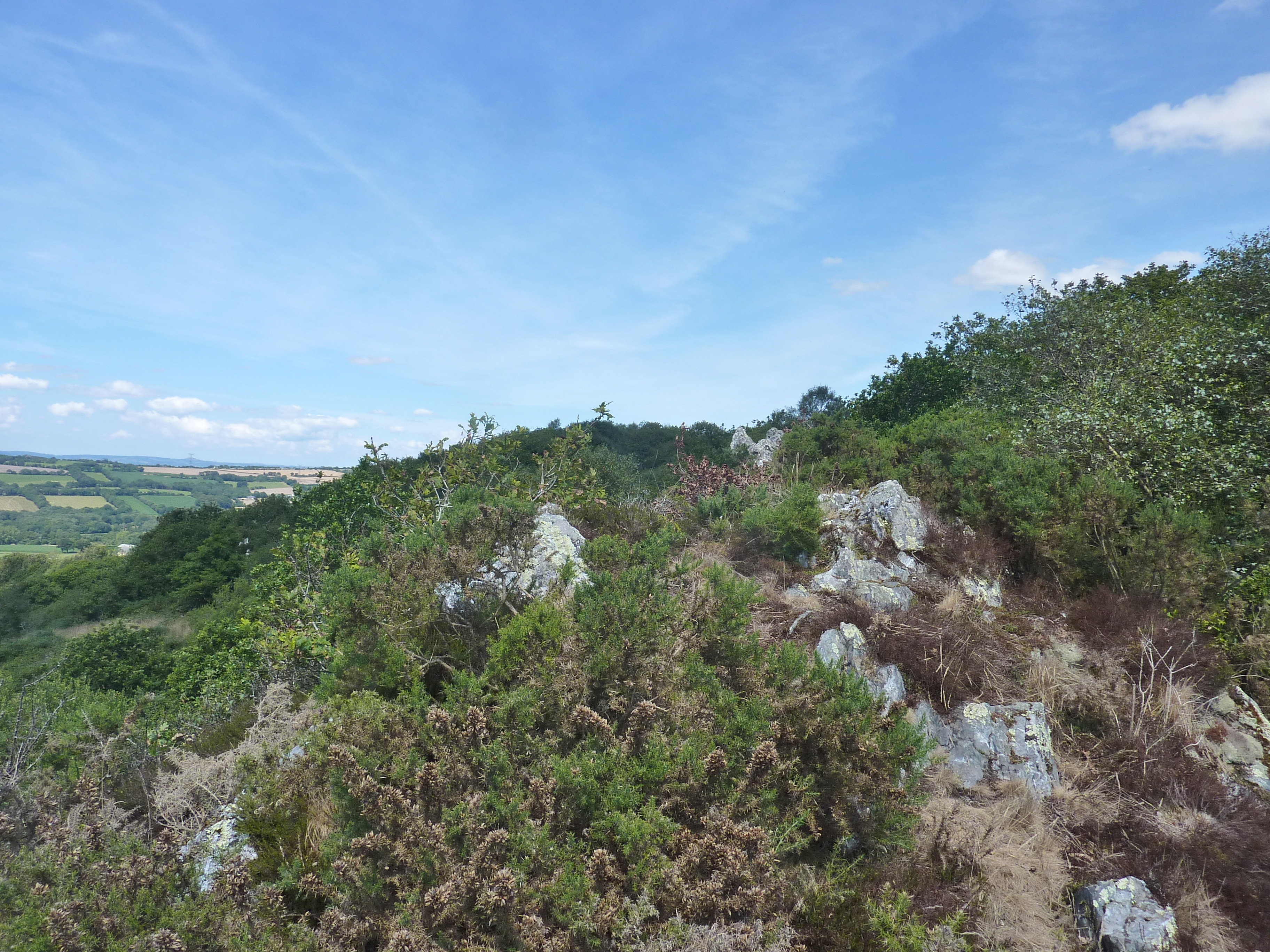
Affleurements de roches et végétation près du sommet de Ménez Landivigen.
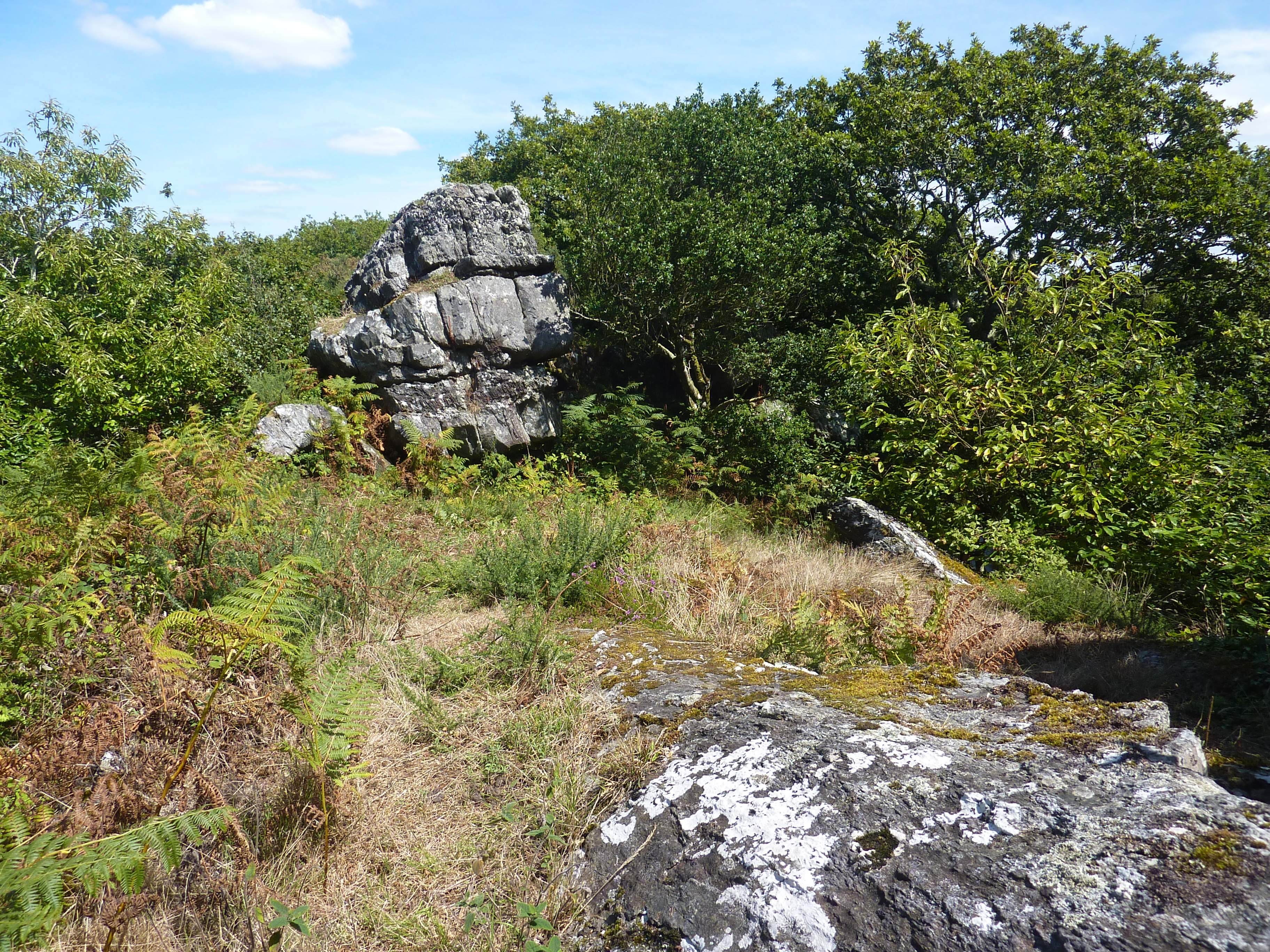
Une roche près du sommet de Ménez Landivigen.
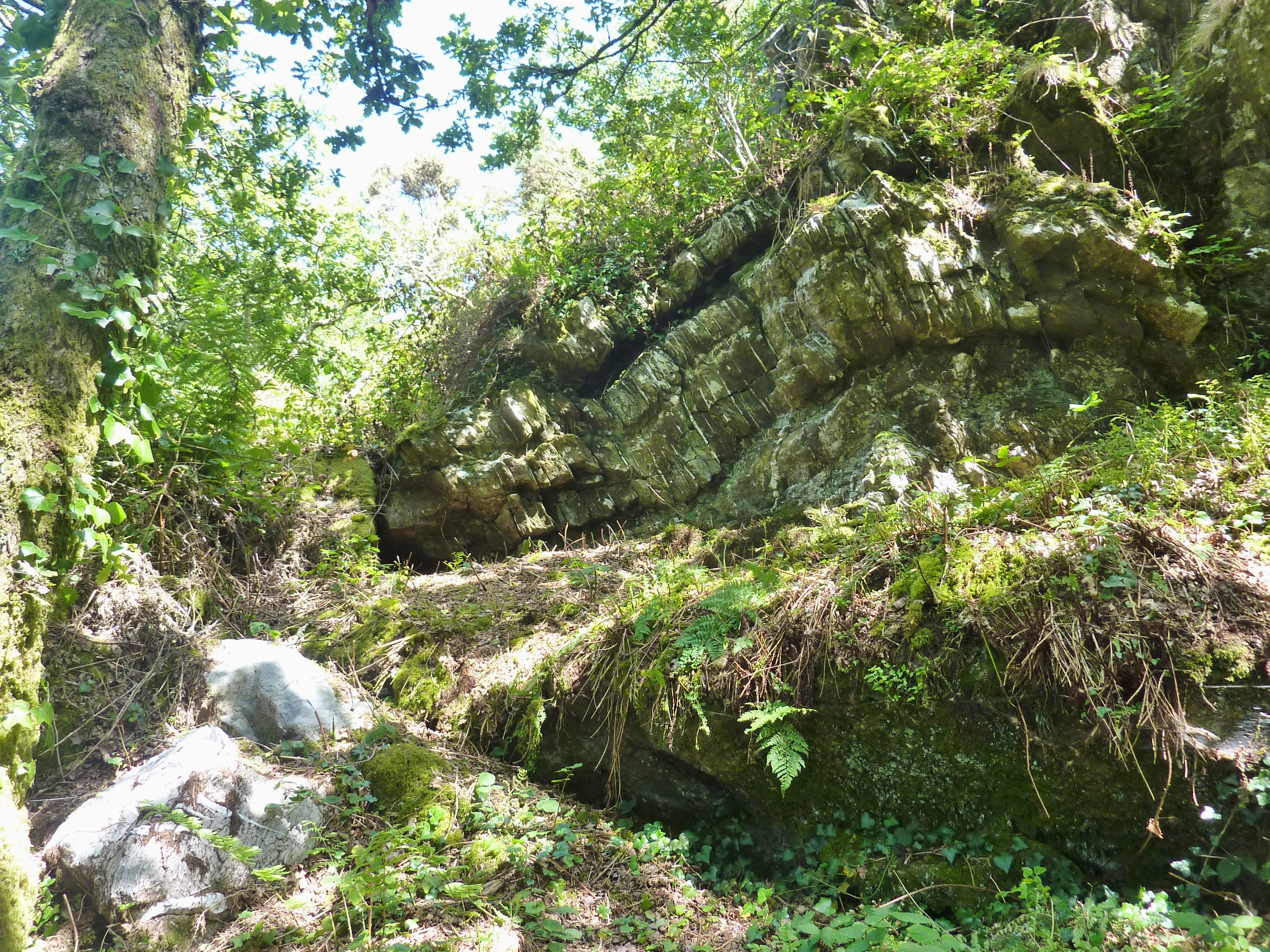
Roche plissée sur les flancs du Ménez Landivigen.
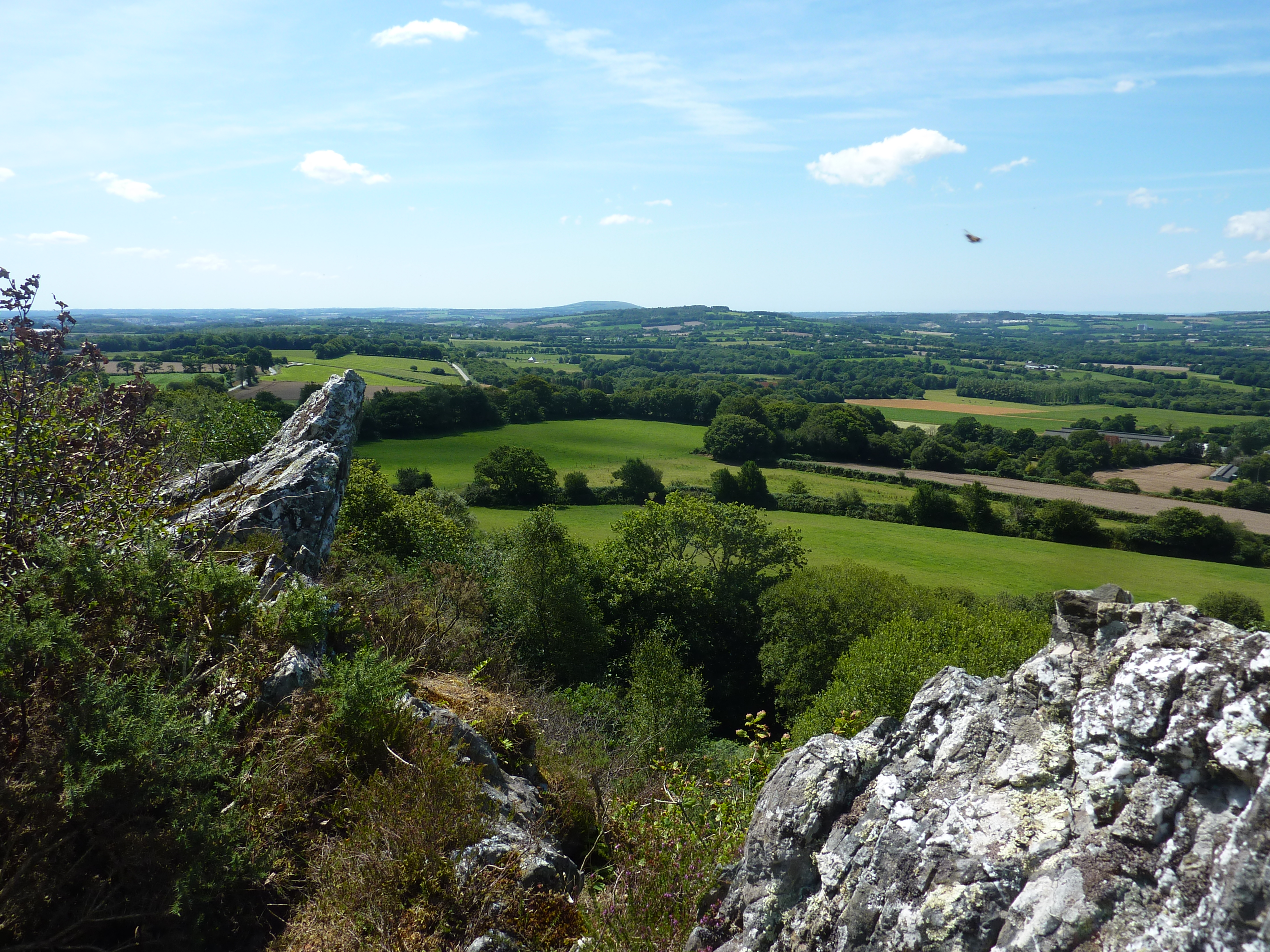
Vue panoramique vers le nord à partir du Ménez Landivigen.

### Géologie
L'axe Roc'h Tourment - Belle Roche est formé de schistes et quartzites dits de Plougastell qui datent du dévonien inférieur, à fort pendage relevé vers le nord-nord-est. Les mêmes formations géologiques affleurent aussi dans la région de Quillien-Kerzugel. L'axe du Menez Sant-Yann est par contre formé de grès armoricain.
La partie centrale de la commune est principalement formée de schistes bleus, rarement ardoisiers à Edern, mais qui se débitent en dalles et ont été fréquemment utilisés dans l'habitat ancien et le pavage ; ils affleurent en formant une large bande allant de Bécharles à l'est de Lannarnec en passant par Saint-Maudez et Kergadiou.
La partie sud de la commune (au sud du bourg d'une part, de la chapelle Saint-Jean-Botlan d'autre part) est formée principalement de schistes et micaschistes contenant des filons d'amphibolite ; ces roches sont très anciennes, datant du précambrien (plus de 500 millions d'années). Le granite affleure dans l'extrême sud-est du territoire communal autour de Gulvain.

### Hydrographie
Pour un article plus général, voir Réseau hydrographique du Finistère.
La commune est située dans le bassin Loire-Bretagne. Elle est drainée par les Trois Fontaines, le Langevin, le Rozvéguen, le ruisseau du Pont neuf, le Langelin, le ruisseau de Pont ar c'hlaon et divers autres petits cours d'eau,.
LesTrois Fontaines, d'une longueur de 11 km, prend sa source dans la commune de Gouézec et se jette  dans le canal de Nantes à Brest à Gouézec, après avoir traversé quatre communes. 

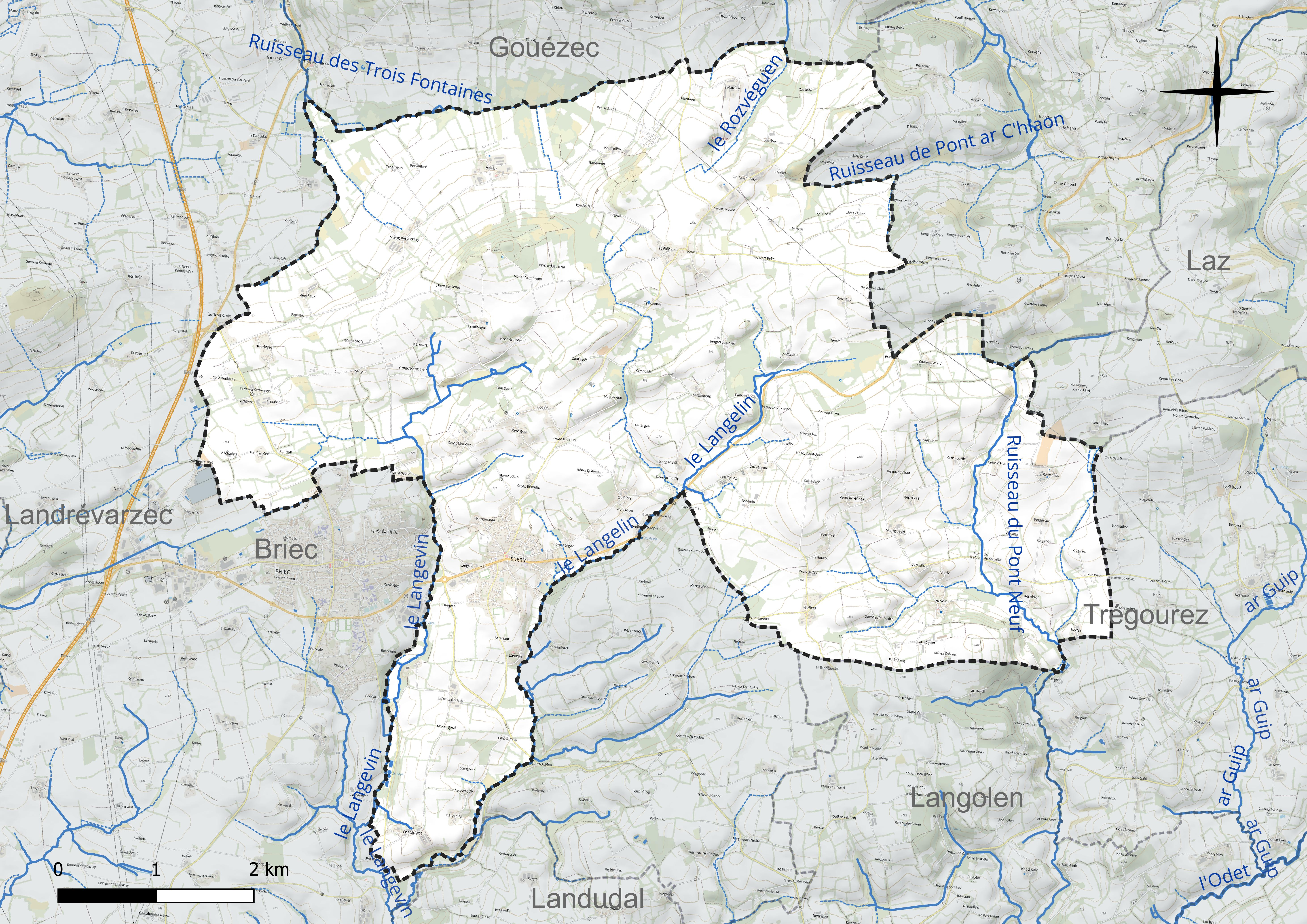
Réseau hydrographique d'Edern.

### Climat
Le climat qui caractérise la commune est qualifié, en 2010, de « climat océanique franc », selon la typologie des climats de la France qui compte alors huit grands types de climats en métropole. En 2020, la commune ressort du type « climat océanique » dans la classification établie par Météo-France, qui ne compte désormais, en première approche, que cinq grands types de climats en métropole. Ce type de climat se traduit par des températures douces et une pluviométrie relativement abondante (en liaison avec les perturbations venant de l'Atlantique), répartie tout au long de l'année avec un léger maximum d'octobre à février.
Les paramètres climatiques qui ont permis d'établir la typologie de 2010 comportent six variables pour les températures et huit pour les précipitations, dont les valeurs correspondent à la normale 1971-2000. Les sept principales variables caractérisant la commune sont présentées dans l'encadré ci-après.
| Paramètres climatiques communaux sur la période 1971-2000 - Moyenne annuelle de température : 11,2 °C - Nombre de jours avec une température inférieure à −5 °C : 1 j - Nombre de jours avec une température supérieure à 30 °C : 1,4 j - Amplitude thermique annuelle : 11 °C - Cumuls annuels de précipitation : 1 179 mm - Nombre de jours de précipitation en janvier : 15,5 j - Nombre de jours de précipitation en juillet : 9 j |

Avec le changement climatique, ces variables ont évolué. Une étude réalisée en 2014 par la Direction générale de l'Énergie et du Climat complétée par des études régionales prévoit en effet que la  température moyenne devrait croître et la pluviométrie moyenne baisser, avec toutefois de fortes variations régionales. La station météorologique de Météo-France installée sur la commune et mise en service en 1989 permet de connaître l'évolution des indicateurs météorologiques. Le tableau détaillé pour la période 1981-2010 est présenté ci-après.
| Mois                                  | jan.             | fév.            | mars          | avril         | mai           | juin           | jui.          | août         | sep.          | oct.            | nov.          | déc.            | année      |
| ------------------------------------- | ---------------- | --------------- | ------------- | ------------- | ------------- | -------------- | ------------- | ------------ | ------------- | --------------- | ------------- | --------------- | ---------- |
| Température minimale moyenne (°C)     | 3,6              | 3,5             | 4,7           | 5,6           | 8,6           | 10,9           | 12,7          | 12,9         | 10,6          | 8,9             | 5,9           | 3,6             | 7,6        |
| Température moyenne (°C)              | 6,5              | 6,9             | 8,6           | 10,2          | 13,6          | 16,1           | 17,7          | 18           | 15,7          | 12,7            | 9,1           | 6,6             | 11,8       |
| Température maximale moyenne (°C)     | 9,3              | 10,3            | 12,6          | 14,7          | 18,5          | 21,3           | 22,6          | 23,1         | 20,8          | 16,6            | 12,4          | 9,6             | 16         |
| Record de froid (°C) date du record   | −10,5 02.01.1997 | −9,5 07.02.1991 | −6,4 01.03.05 | −2 07.04.08   | −1 07.05.1997 | 2,5 04.06.1991 | 5 02.07.1997  | 6 25.08.1993 | 2 14.09.1997  | −1,5 29.10.1997 | −3,7 29.11.10 | −7,5 29.12.1996 | −10,5 1997 |
| Record de chaleur (°C) date du record | 17 24.01.16      | 19 29.02.12     | 25 19.03.05   | 28,7 15.04.15 | 31,8 24.05.10 | 34,5 23.06.05  | 36,6 17.07.06 | 38 09.08.03  | 31,5 04.09.13 | 29,5 02.10.11   | 21,6 01.11.15 | 16,7 19.12.15   | 38 2003    |
| Précipitations (mm)                   | 160,9            | 132,8           | 96,7          | 101,2         | 83,6          | 65,7           | 78,3          | 72,4         | 88            | 135             | 153,2         | 160,1           | 1 327,9    |

### Le déclin de Gulvain
Le hameau de Gulvain a longtemps été dynamique : il y avait là jusqu'à la décennie 1960 plusieurs bistrots, une boulangerie, deux épiceries, .. et une école de hameau qui a fermé en 1978, et une salle de danse, La Guinguette, qui a fermé à la fin de la décennie 1960. Même l'ancienne église tréviale Saint-Guénolé ne sert plus guère : le dernier mariage y a été célébré en 2007 ; des messes d'enterrement y ont été célébrées jusqu'en 2019 car le village dispose toujours de son cimetière. Seul le café Le Rancart est encore ouvert dans ce hameau qui rassemble encore une soixantaine d'habitants. La "Côte du Ménez" est connue comme un lieu de passage fréquemment emprunté par des courses cyclistes, notamment le Tour du Finistère. Le hameau a aussi un Comité des Fêtes qui organise notamment le pardon du dernier dimanche de juillet.

## Urbanisme

### Typologie
Au 1er janvier 2024, Edern est catégorisée bourg rural, selon la nouvelle grille communale de densité à 7 niveaux définie par l'Insee en 2022.
Elle appartient à l'unité urbaine de Briec, une agglomération intra-départementale dont elle est une commune de la banlieue,. Par ailleurs la commune fait partie de l'aire d'attraction de Quimper, dont elle est une commune de la couronne,. Cette aire, qui regroupe 58 communes, est catégorisée dans les aires de 200 000 à moins de 700 000 habitants,.

### Occupation des sols
L'occupation des sols de la commune, telle qu'elle ressort de la base de données européenne d'occupation biophysique des sols Corine Land Cover (CLC), est marquée par l'importance des territoires agricoles (92,6 % en 2018), en augmentation par rapport à 1990 (91,5 %). La répartition détaillée en 2018 est la suivante : 
terres arables (41 %), zones agricoles hétérogènes (38,2 %), prairies (13,4 %), milieux à végétation arbustive et/ou herbacée (3,1 %), forêts (2,9 %), zones urbanisées (1,3 %), zones industrielles ou commerciales et réseaux de communication (0,2 %). L'évolution de l'occupation des sols de la commune et de ses infrastructures peut être observée sur les différentes représentations cartographiques du territoire : la carte de Cassini (XVIIIe siècle), la carte d'état-major (1820-1866) et les cartes ou photos aériennes de l'IGN pour la période actuelle (1950 à aujourd'hui).

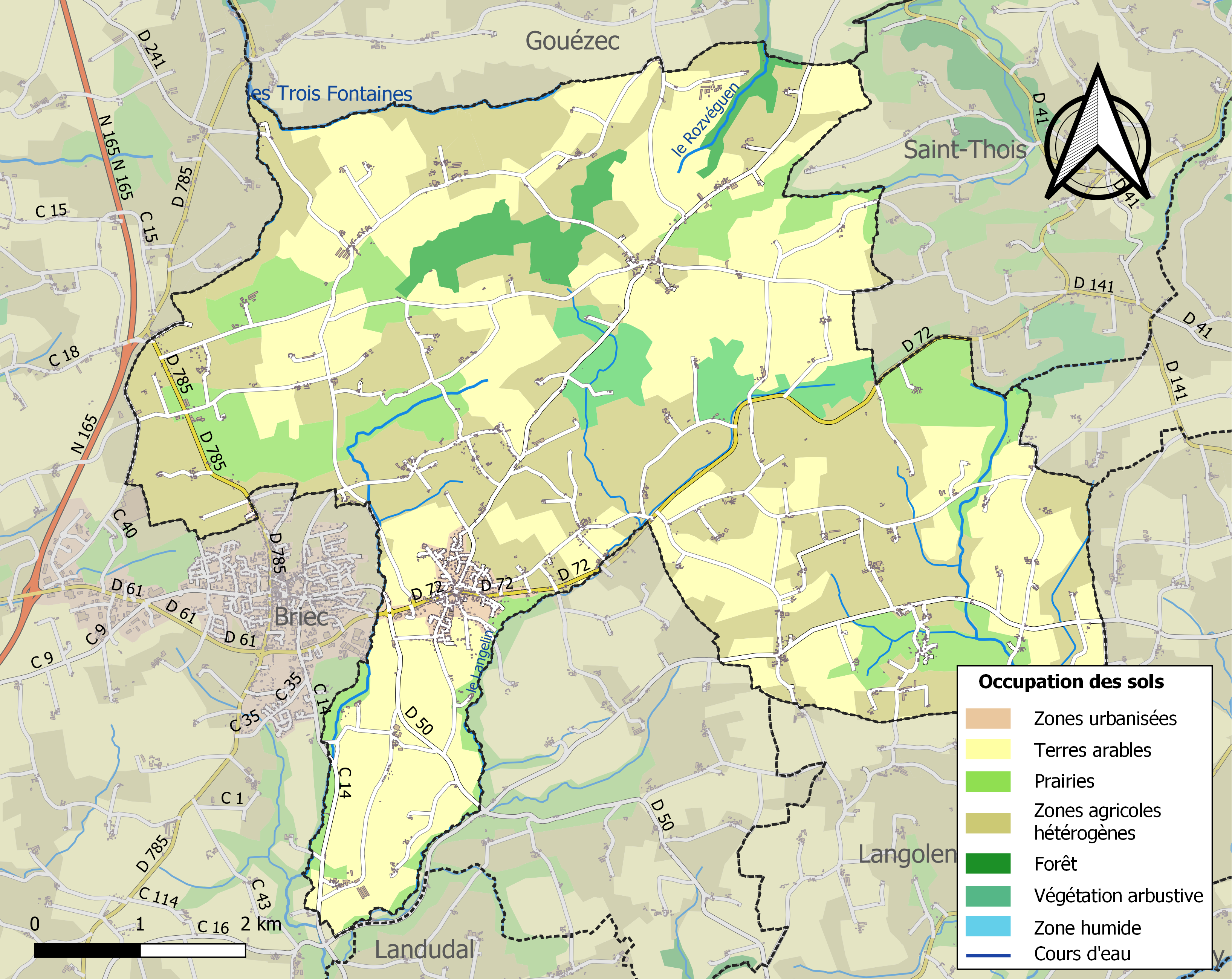
Carte des infrastructures et de l'occupation des sols de la commune en 2018 (CLC).

## Toponymie
Le nom de la commune d'Edern résulte de la fixation d'un anthroponyme, celui de saint Edern. Ce dernier quitta la Cambrie dont il était originaire, afin d'évangéliser les Armoricains. 

## Histoire

### Antiquité
Un pont gaulois est situé entre Edern et Briec à Pont an Devez.
Deux voies romaines traversaient le finage actuel d'Edern : celle allant de Vorgium à Civitas Aquilonia passait par le bourg actuel ; celle allant vers Douarnenez divergeait de la précédente à Ty-Fléhan et passait par le sud de Ménez Landivigen.

### Étymologie et origines
Le nom de la commune d'Edern résulte de l'ermitage de saint Edern. Ce dernier abandonna la Cambrie dont il était originaire, afin d'évangéliser les Armoricains. Il prit pied en Bretagne via le port de Douarnenez. La légende rapporte que le patronyme « Edern » aurait pour source une divinité celtique homonyme, fils du dieu Nuz et frère de Gwenn. On décrit saint Edern chevauchant un cerf en compagnie de sa sœur Jenovefa (cette dernière pourrait se présenter comme étant une figure de Sainte-Geneviève, ou encore Sainte-Geneviève elle-même). Il stoppèrent au sommet de Coat ar Roc'h, où Edern entreprit de construire une maison pour sa sœur et une simple hutte pour lui-même. S'ensuivit une querelle au sein de la fratrie au sujet de l'appropriation des terres entourant chacune des deux nouvelles constructions ; querelle qui tourna à l'avantage d'Edern, celui-ci se montrant plus rusé que sa sœur.
Il arrive fréquemment que l'image de saint Edern montant un cerf, soit associée à la divinité panthéonique celte Cernunnos.
Ce moine ermite de la fin du IXe siècle était probablement d'origine irlandaise, bien que d'après l'étymologie du nom et sa légende, certains le croient gallois. Après son arrivée en Cornouaille, il prit la route de la « forêt de Quistinic » et bâtit une chapelle dans la paroisse de Briec.

### Moyen Âge
Une motte castrale existait à Ti-Fléhan entre le Xe siècle et le XIIe siècle.

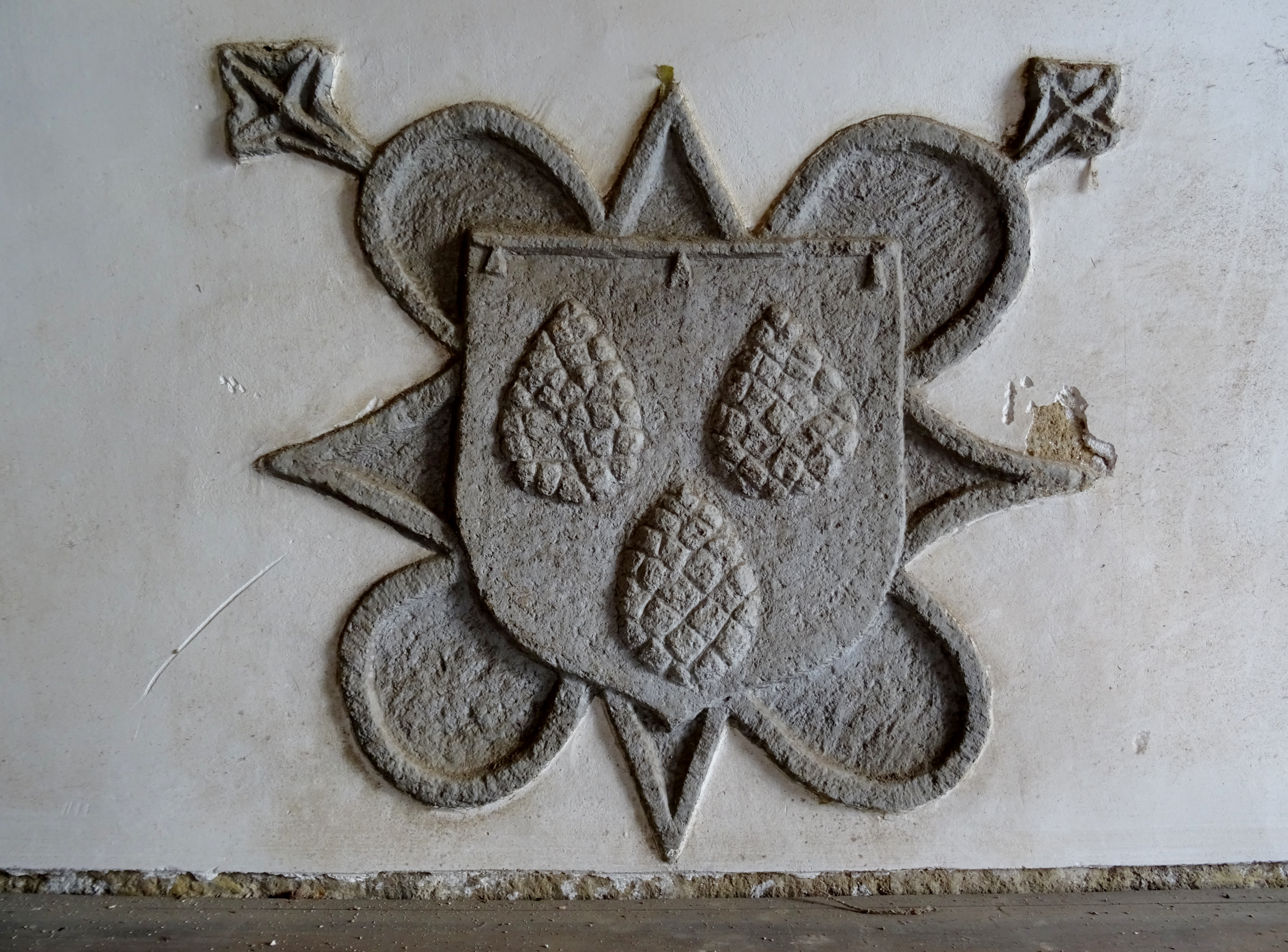
Manoir de la Boissière : écusson (en 1488, Anne de la Boissière de Rulazarou et Jean de Tregain se marient au château de la Boissière, d'où l'explication du blason de la cheminée monumentale, « De 3 pommes de pins, gueules en haut, et de croix pattée d'azur », qui scelle l'alliance des deux familles).

En 1426, Juquel de la Boixière de Rulazarou, épouse Marguerite de Ploeuc, c'est la première trace dans les archives de la Boissière (la famille de la Bouexière de Rulazarou appartient à la noblesse de l'ancien pays de Cornouaille et paraît avoir eu pour berceau la terre de la Bouexière, située dans la paroisse d'Edern). Guillaume de la Boessière, archer en brigandine, est présent à la montre de l'évêché de Cornouaille qui se tint à Carhaix en 1481. En 1488, Anne de la Boissière de Rulazarou, petite-fille des précédents, et Jehan V de Tregain se marient au château de la Boissière.

### Les Hospitaliers
La chapelle Saint-Jean-Botlan (Bod-lann signifie en breton « buisson d'ajoncs »), ancienne possession des Hospitaliers de l'ordre de Saint-Jean de Jérusalem, date du XVIe siècle (y compris des restes de vitraux illustrant la vie de saint Jean-Baptiste), mais son clocher, ainsi que le pignon ouest sont plus récents ; son maître-autel date du XVIIe siècle et sa chaire à prêcher du XVIIIe siècle. La chapelle possède de nombreuses statues dont celles de saint Jean-Baptiste, saint Edern (à cheval sur un cerf), saint Sébastien, saint Hervé (tenant un livre à la main et avec un loup à ses pieds), sainte Madeleine, ainsi qu'un Ecce homo. Un vitrail possède un écusson aux armes des familles Liziard et La Lande. La chapelle est entourée d'un vaste placître.
Le village de Quillien est une ancienne possession templière : le toponyme « Le moulin du Temple », situé non loin, y fait référence.

### Époque moderne
La seigneurie des Salles, située en Landrévarzec, dépendait de l'abbaye de Landévennec et sa justice seigneuriale, réunie à celle de Guellevain [Gulvain] (son ressort s'étendait sur tout ou partie des paroisses d'Edern, Briec, Landrévarzec, Plogonnec, Lothey, Gouézec, Plonévez-du-Faou ; son auditoire se trouvait vraisemblablement auprès de la chapelle de Guellevain qui fut érigée en église tréviale d'Edern avant le XVIIe siècle) avait son siège au bourg de Landrévarzec vers 1700, puis à Briec.

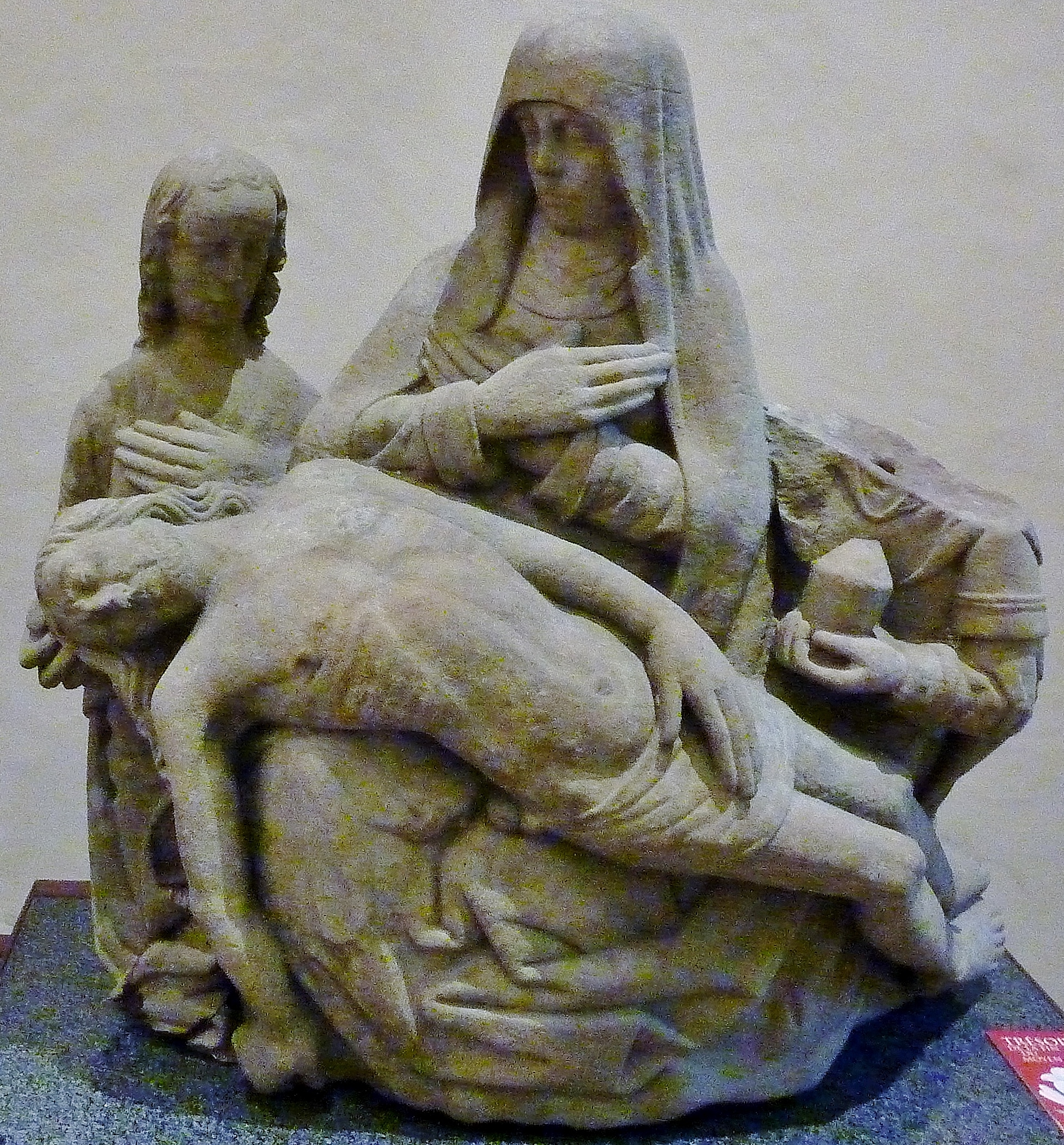
Edern (calvaire de Saint-Maudez) : Vierge de pitié entourée de saint Jean et de Marie-Madeleine (XVIe siècle, musée départemental breton).

Le 9 juin 1675, à Briec et dans les environs, a lieu un épisode de la Révolte du Papier timbré, connue aussi sous le nom de « Révolte des Bonnets Rouges » :

« […] À Briec […], le tocsin sonna. De plus de vingt villages des environs, 2 000 paysans, armés de fusils, de fourches, de « bâtons ferrés », c'est-à-dire probablement d'épieux et de piques, se rassemblèrent à l'issue de la messe dans le cimetière. Ils furent harangués par Allain Le Moign, dit le « grand Moign », « caporal » de la trève du Gorresquer [Gorrequer] en Briec, c'est-à-dire d'un hameau avec une chapelle dépendant de la paroisse de Briec, et par Germain Balbouez, « caporal » de la trève de Landudal […]. Qu'est-ce que ce titre de « caporal » ? Signifie-t-il chef élu, ou est-il l'équivalent de « coq de paroisse » […], ou est-ce un grade dans les milices organisées […] ? Menés par Le Moign, Balbouez et Laurent Le Quéau, meunier de Quéménéven […], les paysans entraînant de force leurs prêtres, les recteurs de Briec et d'Edern, marchèrent sur le château de La Boissière, où ils croyaient trouver, chez Monsieur de Kéranstret, le marquis de la Coste et le sieur de la Garenne-Jouan, qu'on disait porteur de la gabelle. Leur but était de massacrer tous ces nobles. Pour ces paysans, tous les nobles étaient des gabeleurs. Ne trouvant pas ceux qu'ils cherchaient, ils défoncèrent les barriques de vin, s'emparèrent des armes et des munitions et mirent le feu au château. »

Les trois meneurs de cette révolte cités dans ce texte furent exclus de l'amnistie accordée le 5 février 1676 par Louis XIV. Laurent Le Quéau fut torturé par le feu à trois reprises puis « exécuté de mort » à Quimper le 17 août 1675 après avoir été jugé par le présidial de Quimper. Lors de son interrogatoire mené par l'avocat du roi Pierre du Disquay, il déclare :

« Le jour du dimanche de la Trinitté [Trinité], au mois de juin dernier, il estoit en sa maison lorsque le toxin [tocsin] fust sonné dans la paroesse de Quéménéven et Saint-Venec [Saint-Vennec] et Briziac [Briec] au poinct du jour […] accompagné de Jean Louarné, texier, demeurant chez l'interrogé. Interrogé, répond qu'il portoit un fusil et ledit Louarné qui l'accompagnoit une fourche de fer […], qu'estant à Saint-Venec, il s'y estoit amassé quantité de personnes, tous armés ; avec lesquels il alla au bourg de Briziac […], qu'ayant appris que le sieur de La Garaine-Jouan [La Garenne-Jouan] estoit porteur de la gabelle, lequel ils croioient estre au manoir de la Boixière [Boissière] chez Monsieur de Keranstret, ils résolurent tous ensemble de s'y en aller à dessin de les exterminer, où estant arrivez au nombre de quatre à cinq centz personnes, ils demandèrent le dict La Garaine. […] Enragés de ne point le trouver, ils demandèrent du vin. […]. Répond qu'ensuite ils étaient tous esprins de vin, apprès quoy il vit le feu […] dans la crèche […], dict que le feu fut aussy mis en la grange dudit manoir de La Boixière, […] dans l'entrée dudict manoir […], que l'on cassoit et brisoit tout ce que l'on trouvoit dans leur voye. […] Dict qu'ils se retirèrent ensuitte tous chacun chez soy […]. »

Allain Le Moign et plusieurs autres furent aussi arrêtés et le même texte fournit aussi la retranscription de leurs interrogatoires. On ignore s'ils furent exécutés.

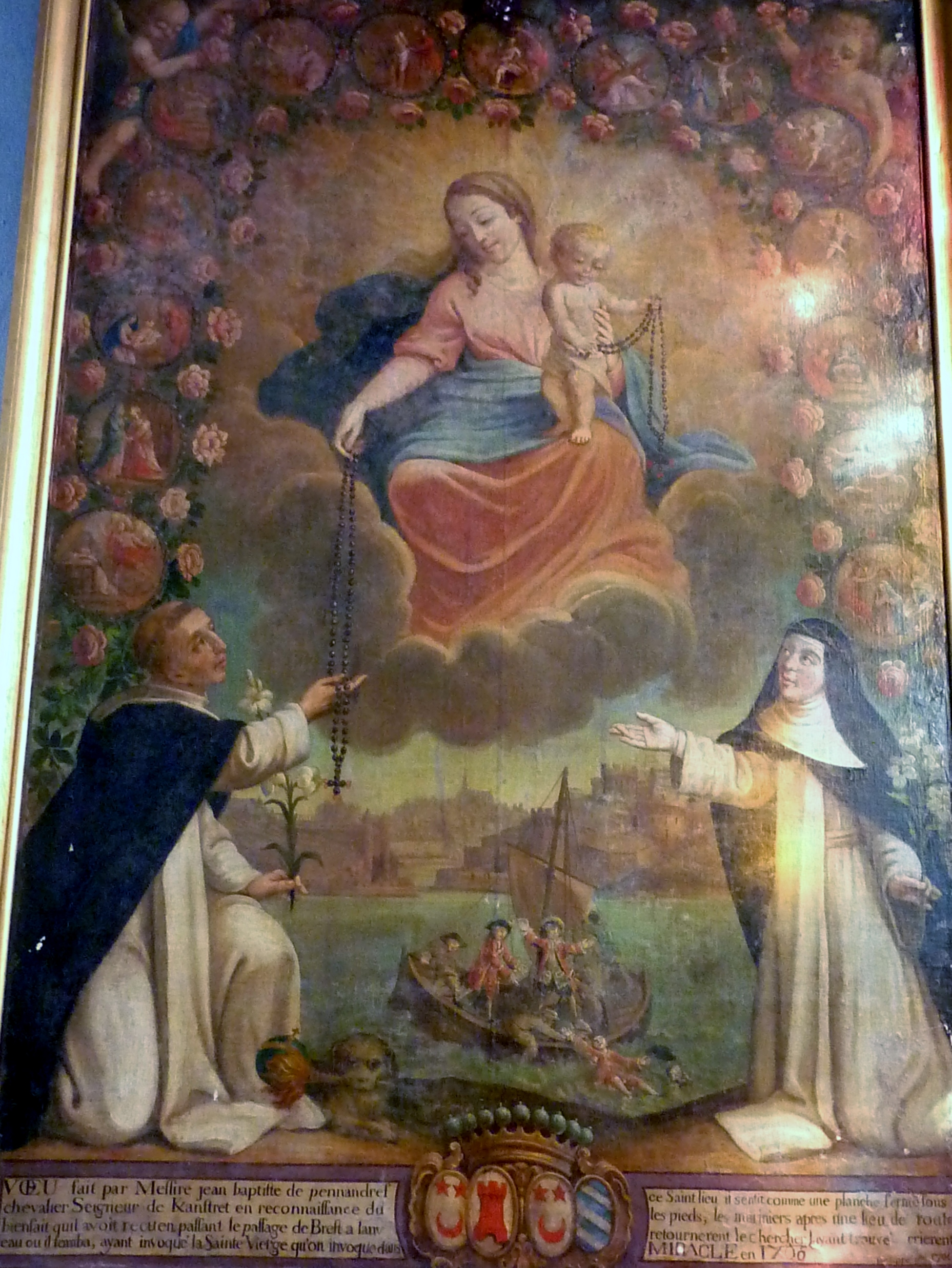
Le tableau ex-voto du peintre Philippe.

Un tableau ex-voto Apparition de la Vierge à saint Dominique du peintre Philippe datant de 1706 se trouve dans l'église d'Edern évoque le miracle du sauvetage de Jean-Baptiste de Penandreff, seigneur de la Boissière, tombé à l'eau et sur le point de se noyer en Rade de Brest alors qu'il avait pris le bateau à Lanvéoc pour se rendre à Brest.
Son fils Charles-Louis de Penandreff de Keranstret, baptisé le 4 avril 1686 à Carhaix-Plouguer, seigneur de la Boissière depuis 1727, lieutenant des vaisseaux du Roy, chevalier de l'Ordre de Saint-Louis, décéda le 12 décembre 1766 à Edern.

### Révolution française
Vendu comme bien national en raison de l'émigration de De Penandreff, le manoir de la Boixière (Boissière) est acheté par Jean-François Riou-Kerhallet, un commerçant brestois qui fut aussi corsaire. 
Le 28 prairial an III (16 juin 1795), une expédition de chouans dirigée par Georges Cadoudal et Jean-Baptiste-Paul-Marie de Lantivy-Kervéno, forte d'environ 600 hommes, venant de Locoal-Mendon dans la région de Guémené, passe par les Montagnes Noires ; ils sont rejoints à Édern par des royalistes venus de Saint-Goazec, Leuhan et Laz et poursuivent leur chemin jusqu'à la poudrerie de Pont-de-Buis qu'ils attaquèrent afin de voler des munitions. Un des lieutenants chouans, Éveno, tue de 4 coups de fusil le curé constitutionnel de la paroisse de Briec devant les habitants terrorisés et réquisitionne six charrettes tirées chacune par deux chevaux, prenant aussi en otage trois paysans de la paroisse

### LeXIXesiècle

#### La Boissière [Boixière] auXIXesiècle
La petite fille de Jean-François Riou-Kerhallet, Élisabeth Émilie Baudin, fille du contre-amiral François-André Baudin, hérite du domaine et se marie en 1844 avec Émile Meslon, comte de Trégain, dont elle divorça (elle mourut dans le plus grand dénuement). 
À la fin du XIXe siècle, la Boissière est achetée par un industriel, Pierre Hallier dont les descendants, successivement Adolphe Hallier, puis le général de division Eugène Hallier, puis le général de brigade André Hallier (1892-1988), et enfin l'écrivain Jean-Edern Hallier (1936-1997) sont tour à tour propriétaires.

#### Les guerres duXIXesiècle
Un relevé effectué dans les archives de l'état-civil d'Edern a permis d'identifier 31 soldats originaires d'Edern morts alors qu'ils étaient militaires dont au moins 17 morts lors des diverses guerres survenues pendant le XIXe siècle : trois pendant les guerres du Premier Empire, deux pendant la guerre de conquête de l'Algérie par la France, un pendant la Campagne d'Italie (1859), 8 pendant la Guerre de Crimée, 2 pendant la guerre de 1870, 1 pendant la conquête de l'Indochine, les circonstances des décès des autres restant inconnues.

#### Les élections
En 1881, le maire d'Edern ferma le bureau de vote pendant la messe et en profita pour changer dans l'urne les bulletins qui lui déplaisaient.

### LeXXesiècle

#### La Belle Époque
En octobre 1900, une épidémie de dysenterie se produit dans de nombreuses communes de l'arrondissement de Châteaulin dont Edern, y faisant sept malades et provoquant 3 décès. « Cette épidémie est attribuée à la sécheresse des dernières années. Les puits et les fontaines étaient à sec, et la population a fait usage d'eaux malsaines. En outre, l'encombrement et la malpropreté des maisons sont devenus des facteurs importants de la maladie ».

#### La Première Guerre mondiale
Le monument aux morts d'Edern porte les noms de 107 soldats morts pour la France pendant la Première Guerre mondiale, soit un mort pour quatre soldats mobilisés. Parmi eux, Grégoire Balaven, décédé dès le 22 août 1914 à Maissin (Belgique), Jean-Marie Perrotin, décédé le même jour à Rossignol (Belgique), Jean Quintin, décédé le lendemain au même endroit, furent les deux premiers soldats d'Edern morts pendant cette guerre. D'autres faisaient partie de l'Armée française d'Orient : Hervé Marie Revois, Pierre Toulc'hoat, René Huiban, Yves Liziard (décédés en Serbie), Yves Jaouen (décédé en Albanie), René Nédélec (décédé en Turquie). La plupart des autres soldats sont décédés sur le sol français.

#### L'Entre-deux-guerres
En 1924, Edern, qui dépendait jusque-là du canton de Pleyben, fut rattaché au canton de Briec, passant du coup de l'arrondissement de Châteaulin à celui de Quimper.

#### La Seconde Guerre mondiale
Le monument aux morts d'Edern porte les noms de 17 personnes mortes pour la France pendant la Seconde Guerre mondiale. Parmi elles, deux membres de la Compagnie FFI de Briec tués le 5 août 1944 : Corentin Guyader, François Le Goff et quatre autres résistants du même groupe morts le 8 août 1944 pendant la bataille de Tréqueffelec entreprise afin de libérer Quimper : Pierre Marie Tarridec, caporal-chef ; Ernest Arthur Delettre, originaire du Nord, Corentin Marie Guéguen, Jean Alain Kernaleguen. Un autre résistant, Yvon Donnard, est décédé le 1er mars 1944 à Pont-ar-Guip en Trégourez. Par ailleurs certains sont décédés lors de la débâcle française de 1940 comme Hervé François Kergoat, Jean René Guyader, ou encore Jean Dornic décédé le 15 mai 1940 aux Pays-Bas.
La « compagnie De Gaulle », appartenant au « bataillon Stalingrad », un groupe de résistants FTPF fut organisée dans la région d'Edern et Châteaulin par Fernand Bouyer ; ce groupe participa à la libération de Châteaulin, de Dinéault, à la prise du Ménez Hom et à la libération de la presqu'île de Crozon. Parmi ses membres, Hervé Mao, qui fut par la suite maire de Châteaulin et député SFIO.
Le 23 janvier 1943 à 14 h 17, un bombardier B-17 (serial 41-24584 SUSFU membre de la 303 rd Bombardment Group - 427 Bombardment Squadron) de l'United States Army Air Forces s'écrase au lieu-dit Kerganaben à son retour de mission de bombardement de Lorient. Il a été abattu par le Focke-Wulf Fw 190 de l'aviateur allemand Melchior Kestel de la Staffel 9 Jagdgeschwader 26 basé à Vannes Meucon,.
À son bord, dix hommes dont:
- Le pilote Harry A. Robey qui a été abattu lors de son atterrissage en parachute. Il chuta sur la commune du Cloître-Pleyben, à proximité de Craos Laneguer. Il fut enterré au cimetière de l'église du Cloître. Après la guerre, ses parents sont venus récupérer le corps. 7 autres membres de l'équipage atterrirent sur cette commune.
- Le copilote Mark L. McDermott et le radio Sebastian L. Vogel[56]. Tous deux ont réussi à se cacher avec le soutien des habitants du Cloître-Pleyben qui les ont cachés dans une maison au village de Bannalec puis dans le village de Gars ar Garo. Ils ont rejoint l'Angleterre à bord du cotre français, l'Yvonne, le 6 février 1943. Vogel fit une description détaillée (en anglais) de cette évasion[57] via Carantec grâce au réseau d'Ernest Sibiril.
- Le bombardier Roy R. Moser est également tué dans cet accident en restant prisonnier de la carcasse de l'avion. Le décès fut constaté par le maire de l'époque. L'enterrement eut lieu dans l'église d'Edern et son corps fut inhumé dans le cimetière jouxtant l'édifice. Il est enterré au cimetière militaire américain de Saint-James à l'emplacement Plot N Rang 5 Tombe 1[58].

Les six autres, après avoir été cachés dans les villages du Cloître-Pleyben cité ci-dessus, ont été faits prisonniers de guerre. Cinq d'entre eux ont été arrêtés à Saint-Pierre-des-Corps qu'ils ont réussi à gagner grâce à la filière d'évasion Pat Line dont Geneviève et Césaire de Poulpiquet de Quéménéven étaient membres. Les cinq seront internés au Stalag XVII-B et seront libérés en mai 1945.
Dans la nuit du 8 au 9 juillet 1944, dans le cadre de l'Opération Jedburgh, trois hommes (le capitaine Xnox, américain ; le capitaine Lebel, français et Gordon, un sous-officier anglais) sont parachutés au Hellen en Édern.
Edern a compté une centaine de prisonniers de guerre en Allemagne. L'un d'entre eux, François-Jean Jaouen est mort le 14 janvier 1945 lors d'un bombardement allié alors qu'il était prisonnier de guerre en Allemagne. Le dernier prisonnier libéré fut Corentin Le Bihan, rentré à Edern seulement le 9 septembre 1945 après 5 ans et 3 mois de captivité.

#### La guerre d'Algérie
Deux soldats originaires d'Edern sont morts pendant la guerre d'Algérie.

#### Le «jardin Picart»
Vers 1970, un facteur, Pierre Picart, achète un terrain de 2 ha sur les flancs du Ménez Landivigen, qui n'était qu'une lande sauvage et caillouteuse ; incompris et moqué, il passe pour une sorte de « Facteur Cheval » local. Obstiné, il aménage et « jardine » ce terrain jour après jour, y plantant feuillus (des essences rares comme des chênes d'Amérique et des érables) et plantes persistantes (camellias, hortensias, azalées, rhododendrons) et y dessinant des allées.
Ouvert au public depuis mai 2010 et d'accès libre, le jardin est désormais orné de statues de Pierre-Yves Burban.

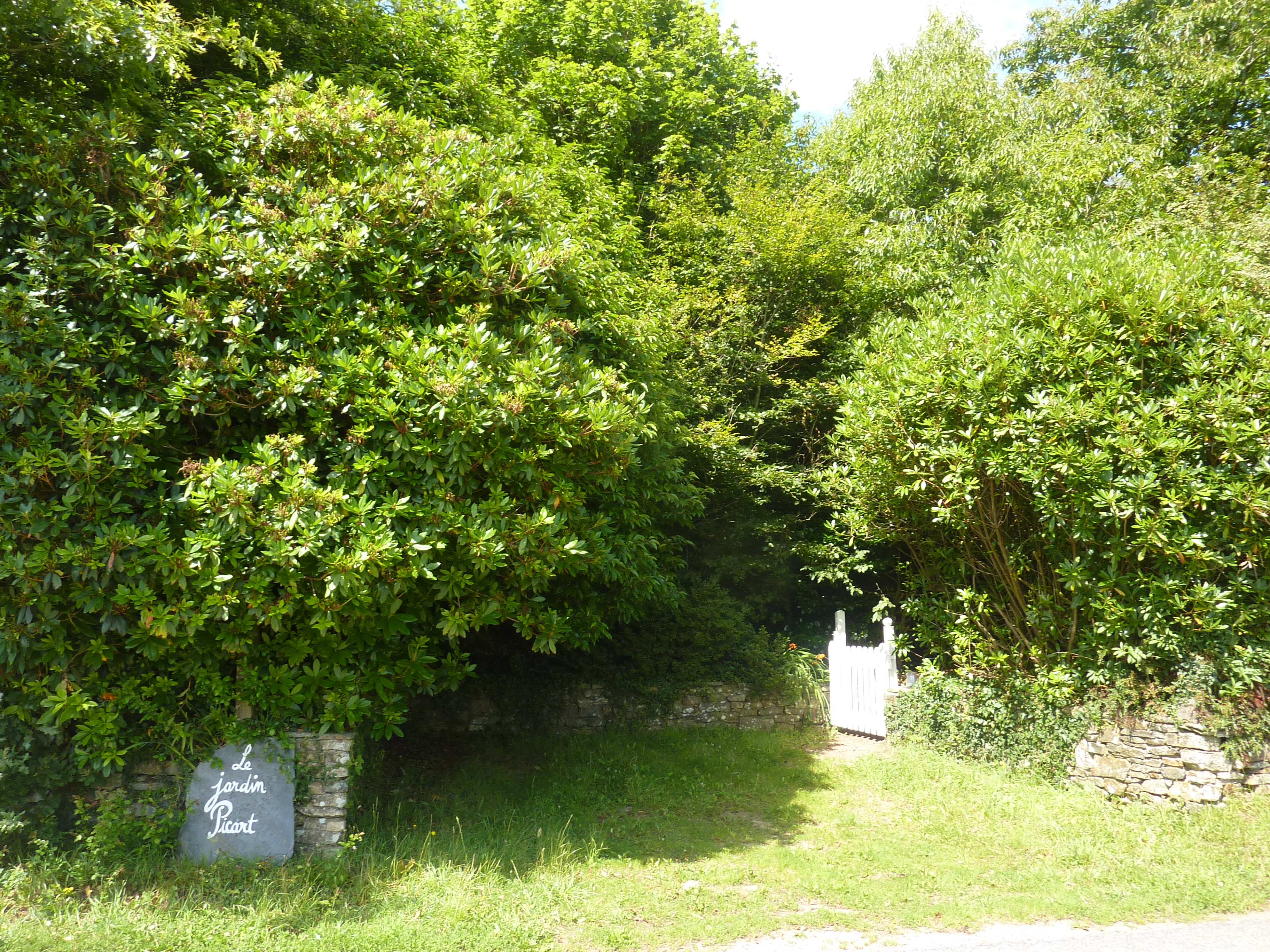
L'entrée du « jardin Picart » à Ti-Nevez-ar-Groaz.
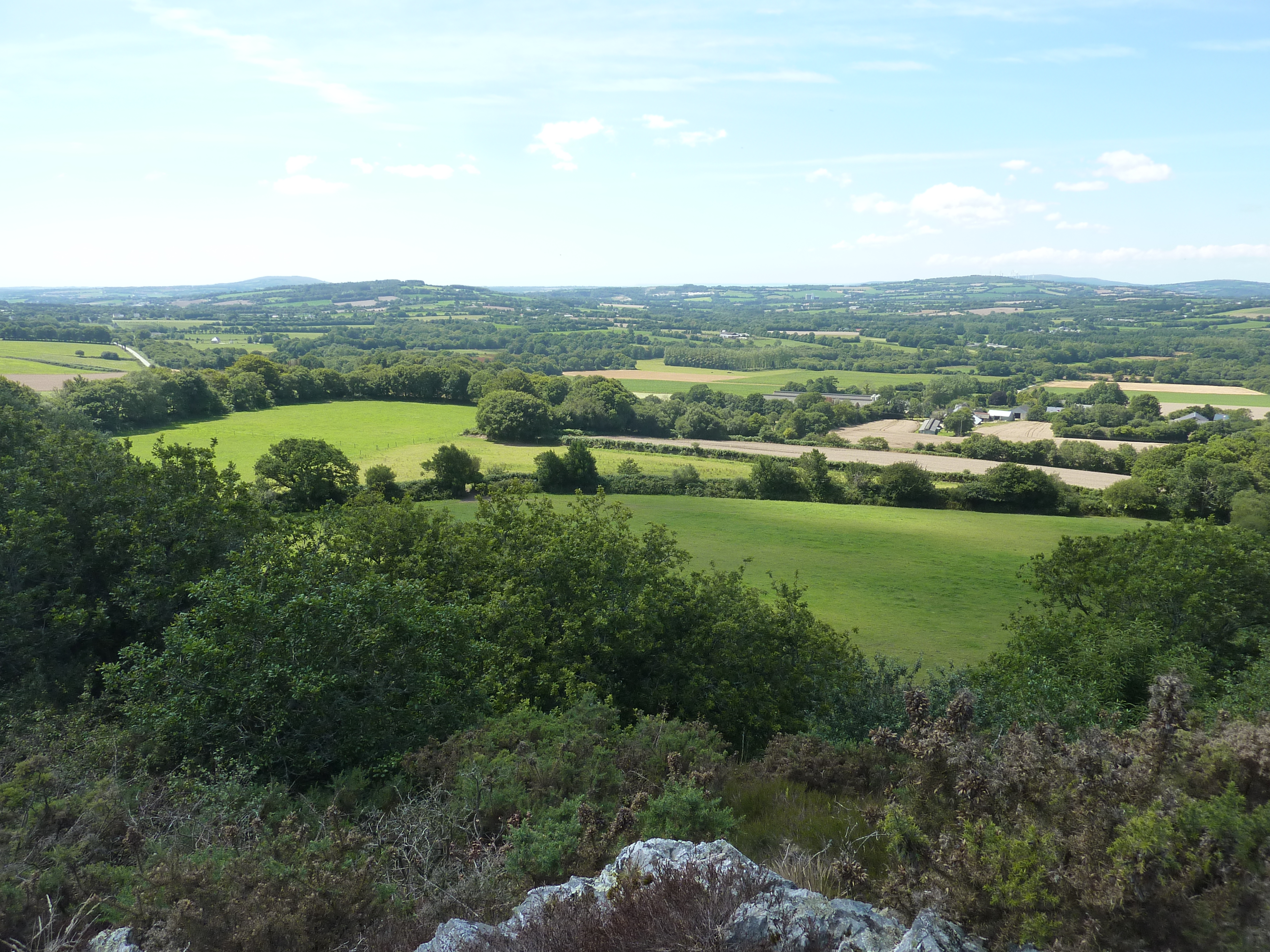
Vue panoramique vers le nord à partir de l'un des sommets du « jardin Picart ».

## Démographie
Edern est une commune rurale qui compte selon les estimations 2011 environ 2 155 habitants. C'est donc la deuxième ville du pays Glazik au regard de la population derrière Briec avec plus 6 000 habitants. Et ces chiffres ne cessent d'augmenter. En effet depuis le début des années 2000, on enregistre en moyenne 30,5 naissances par an.
| 1793  | 1800  | 1806  | 1821  | 1831  | 1836  | 1841  | 1846  | 1851  |
| ----- | ----- | ----- | ----- | ----- | ----- | ----- | ----- | ----- |
| 1 457 | 1 485 | 1 610 | 1 489 | 1 734 | 1 900 | 1 889 | 1 973 | 1 911 |

| 1856  | 1861  | 1866  | 1872  | 1876  | 1881  | 1886  | 1891  | 1896  |
| ----- | ----- | ----- | ----- | ----- | ----- | ----- | ----- | ----- |
| 2 022 | 1 880 | 1 973 | 1 961 | 2 141 | 2 143 | 2 293 | 2 197 | 2 313 |

| 1901  | 1906  | 1911  | 1921  | 1926  | 1931  | 1936  | 1946  | 1954  |
| ----- | ----- | ----- | ----- | ----- | ----- | ----- | ----- | ----- |
| 2 210 | 2 322 | 2 467 | 2 502 | 2 437 | 2 228 | 2 082 | 1 972 | 1 773 |

| 1962  | 1968  | 1975  | 1982  | 1990  | 1999  | 2006  | 2011  | 2016  |
| ----- | ----- | ----- | ----- | ----- | ----- | ----- | ----- | ----- |
| 1 666 | 1 567 | 1 590 | 1 690 | 1 759 | 1 804 | 1 969 | 2 125 | 2 200 |

| 2021  | 2022  | - | - | - | - | - | - | - |
| ----- | ----- | - | - | - | - | - | - | - |
| 2 217 | 2 199 | - | - | - | - | - | - | - |

Commentaire : Vers 1910, Edern comptabilisait en moyenne 110 naissances chaque année, contre 30 en 2013.

## Tradition populaire
« À Notre-Dame-de-Tréguron en Gouézec, la commune voisine, il faut faire, pour avoir du lait, trois fois le tour de la chapelle, le corsage déboutonné, et après chacun boit à la fontaine du lait ».

## Sites et monuments
- Le sommet du Ménez Hellen est un site classé depuis le 19 août 1910.
- L'église paroissiale Saint-Edern : sa construction remonte à 1554 (une inscription conservée dans l'église dit : « L'an 1554, le premier jour de mai, fut fondée ceste tour […] »), mais l'édifice a été maintes fois remanié depuis : le clocher date en grande partie de la fin du XVIIe siècle, le chevet et la sacristie de 1711 et la majeure partie de l'église a été reconstruite en 1887-1888 selon un plan de Jean-Marie Abgrall ; le porche sud provient de l'ancienne chapelle Saint-Maudez[66].

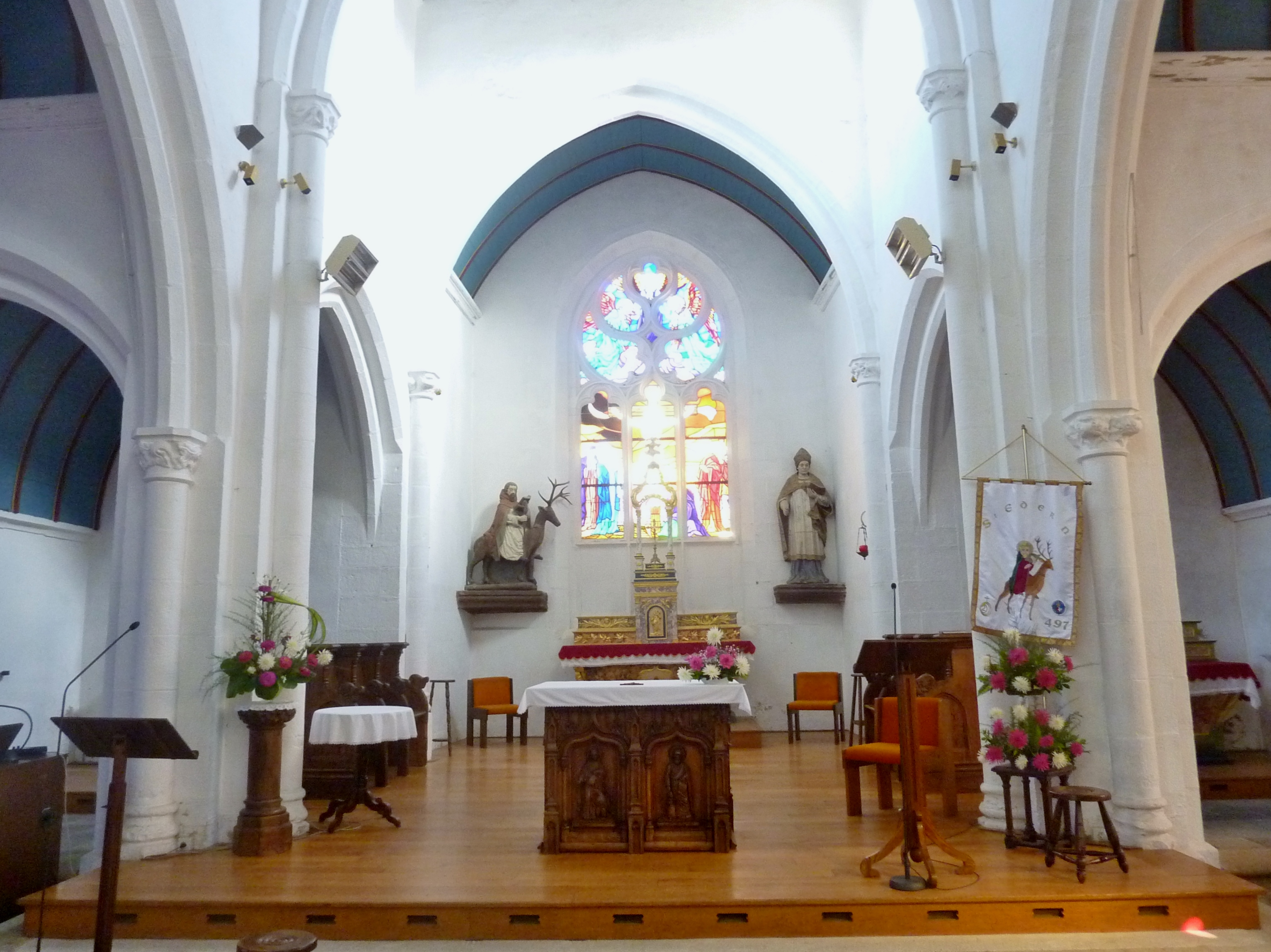
Edern : église paroissiale Saint-Edern, le chœur.
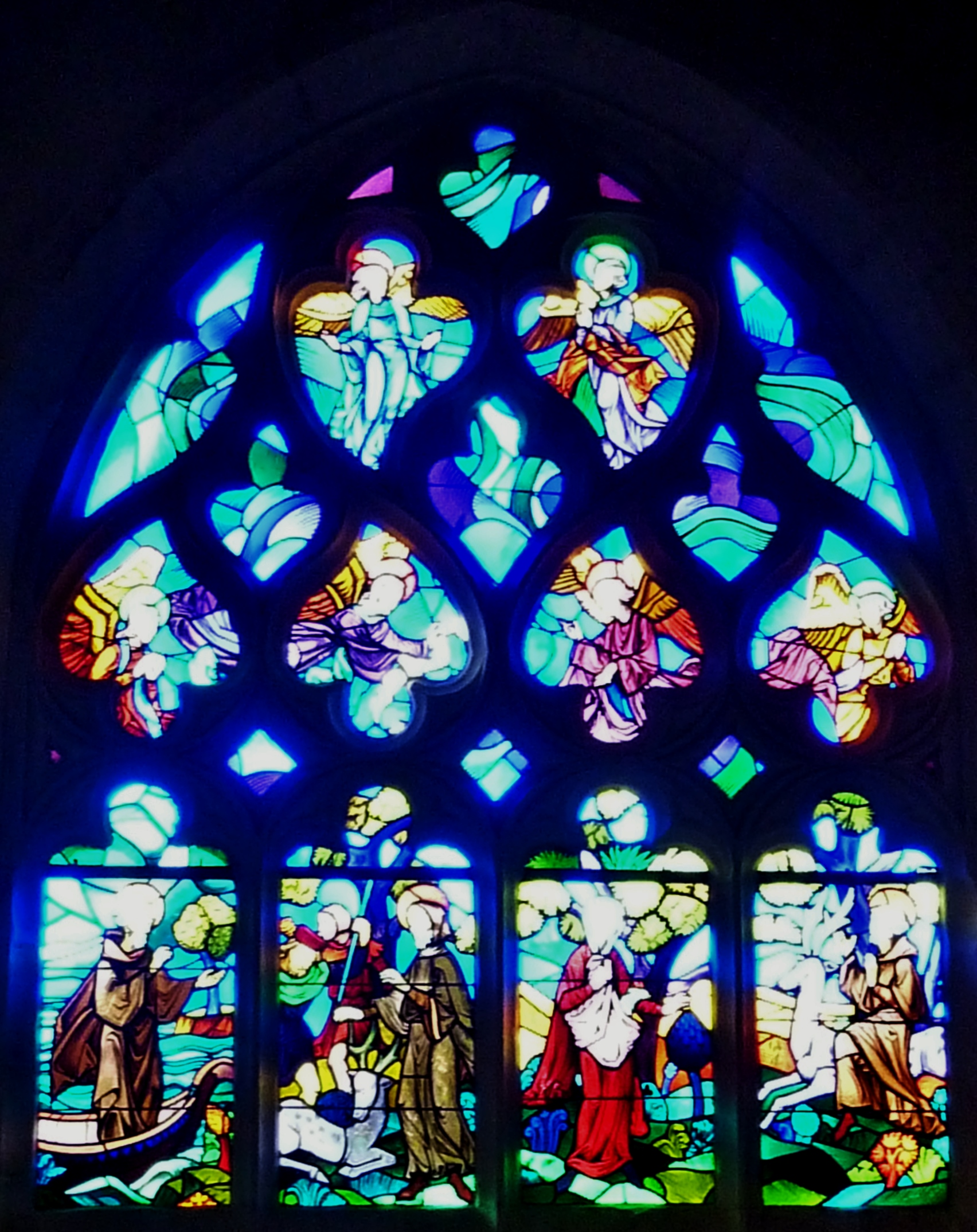
Edern : église paroissiale Saint-Edern, vitrail illustrant la vie de saint Edern.
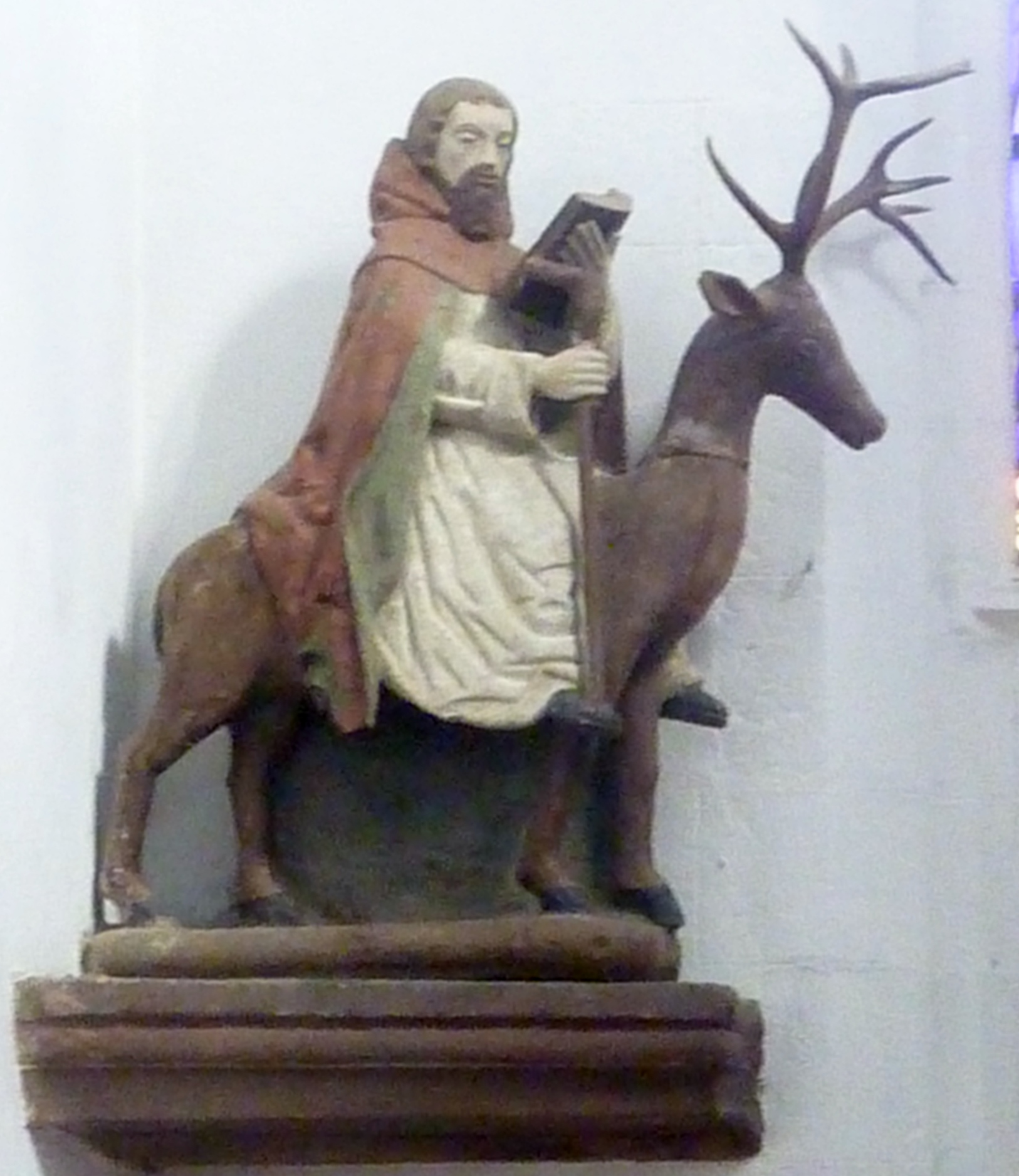
Edern : église paroissiale Saint-Edern, statue de saint Edern sur son cerf.
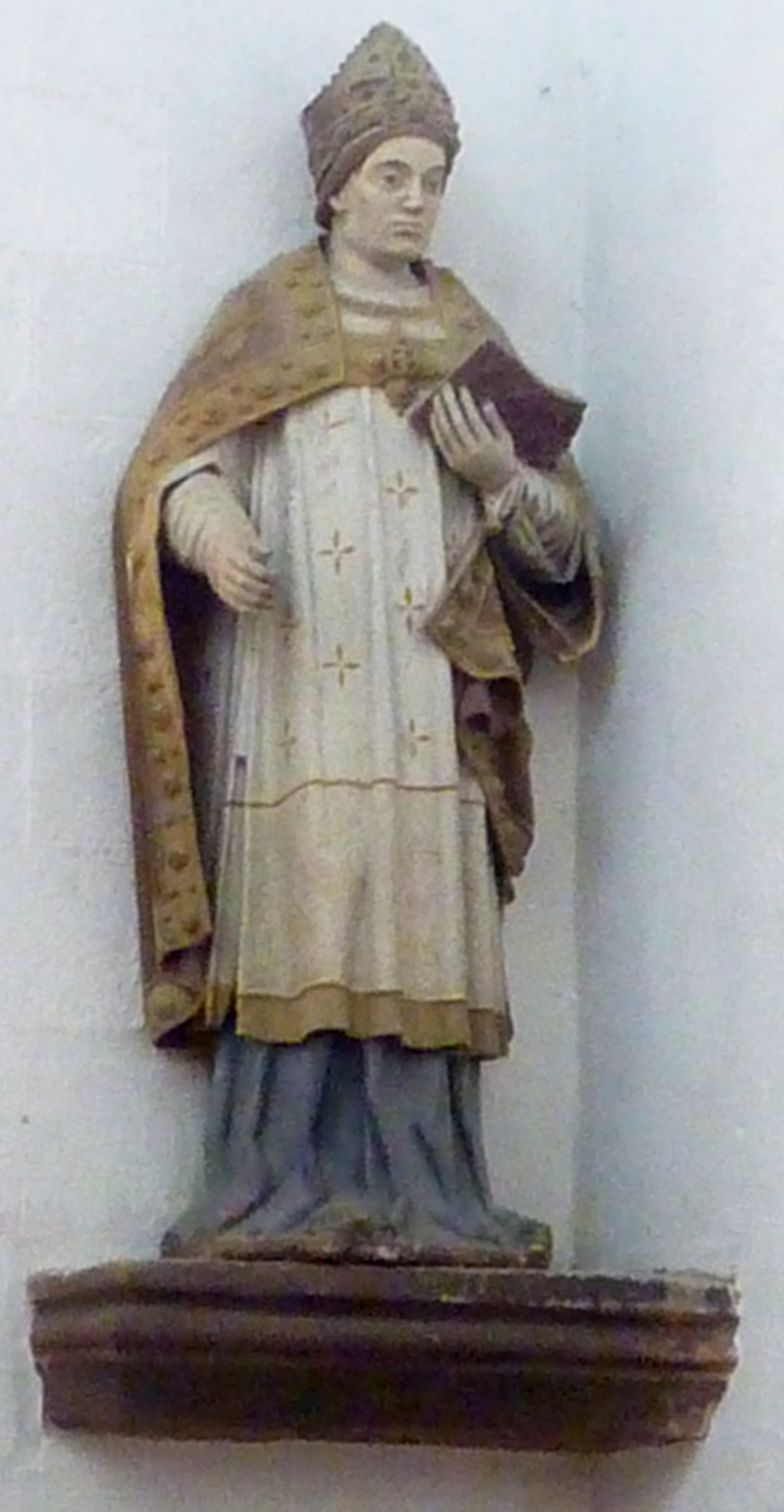
Edern : église paroissiale Saint-Edern, statue de saint Maudez.
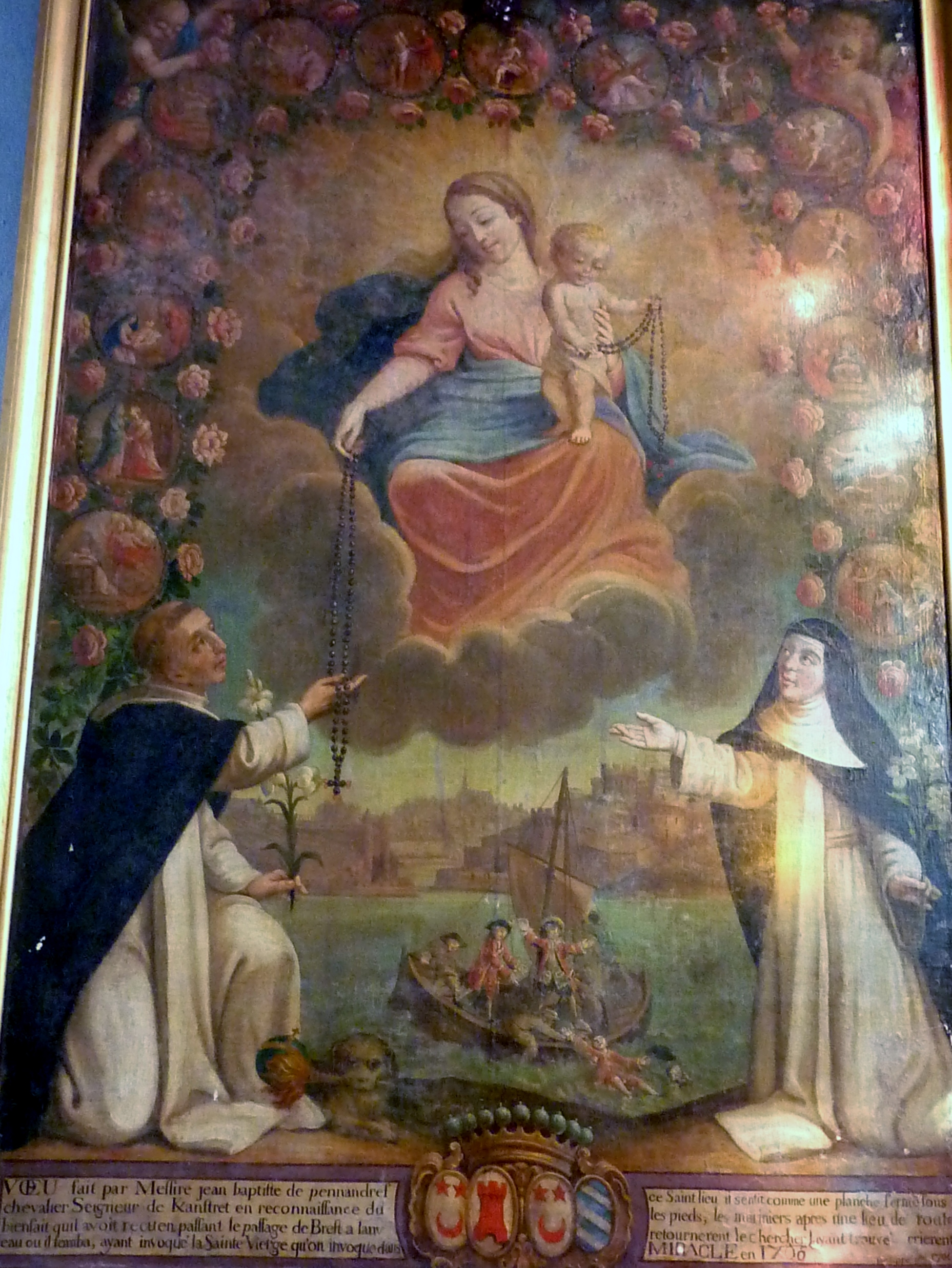
Edern : église paroissiale Saint-Edern, tableau du vœu de Jean-Baptiste de Pennandref (miracle de 1706).
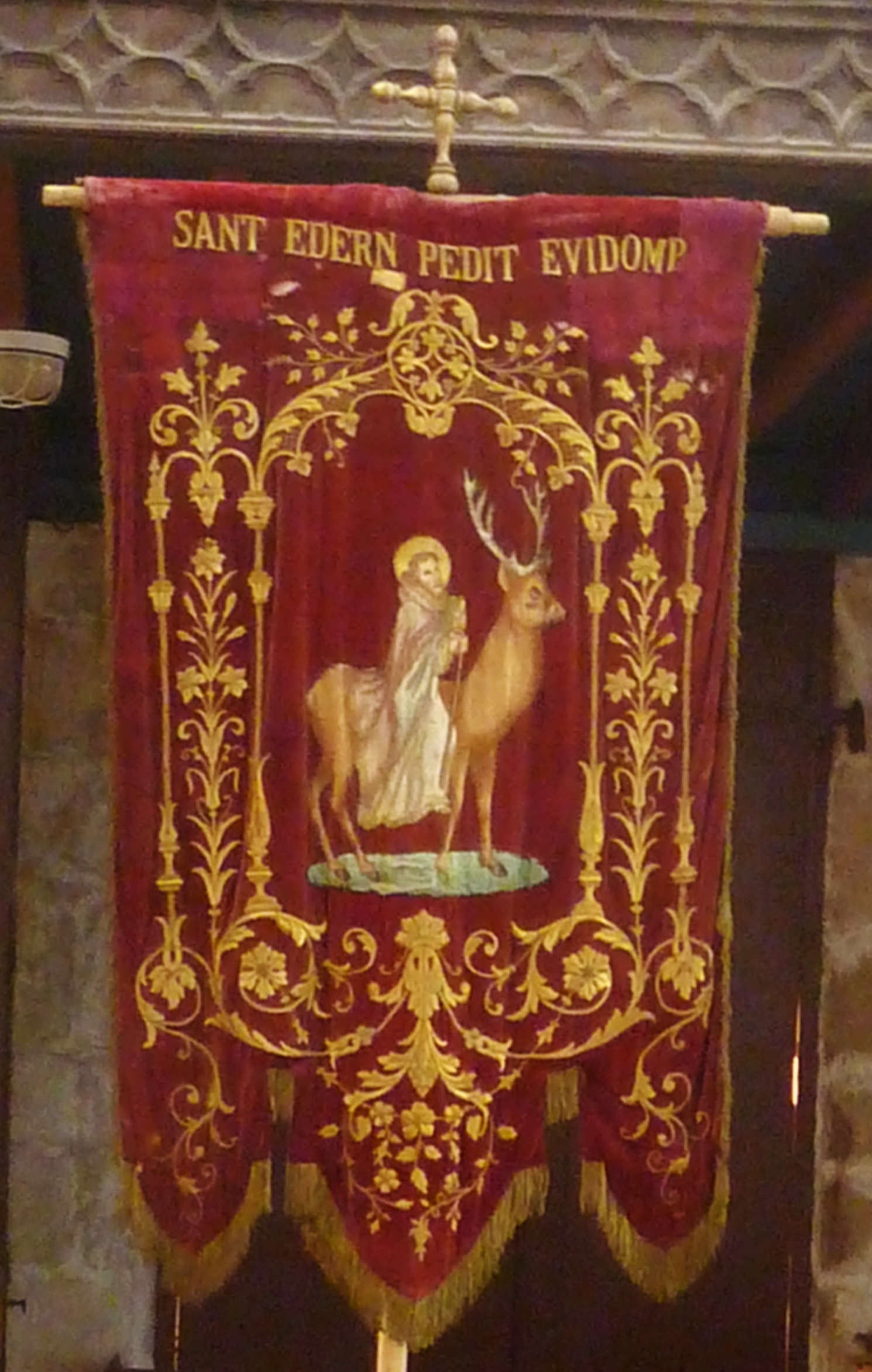
Edern : église paroissiale Saint-Edern, bannière de procession de saint Edern.
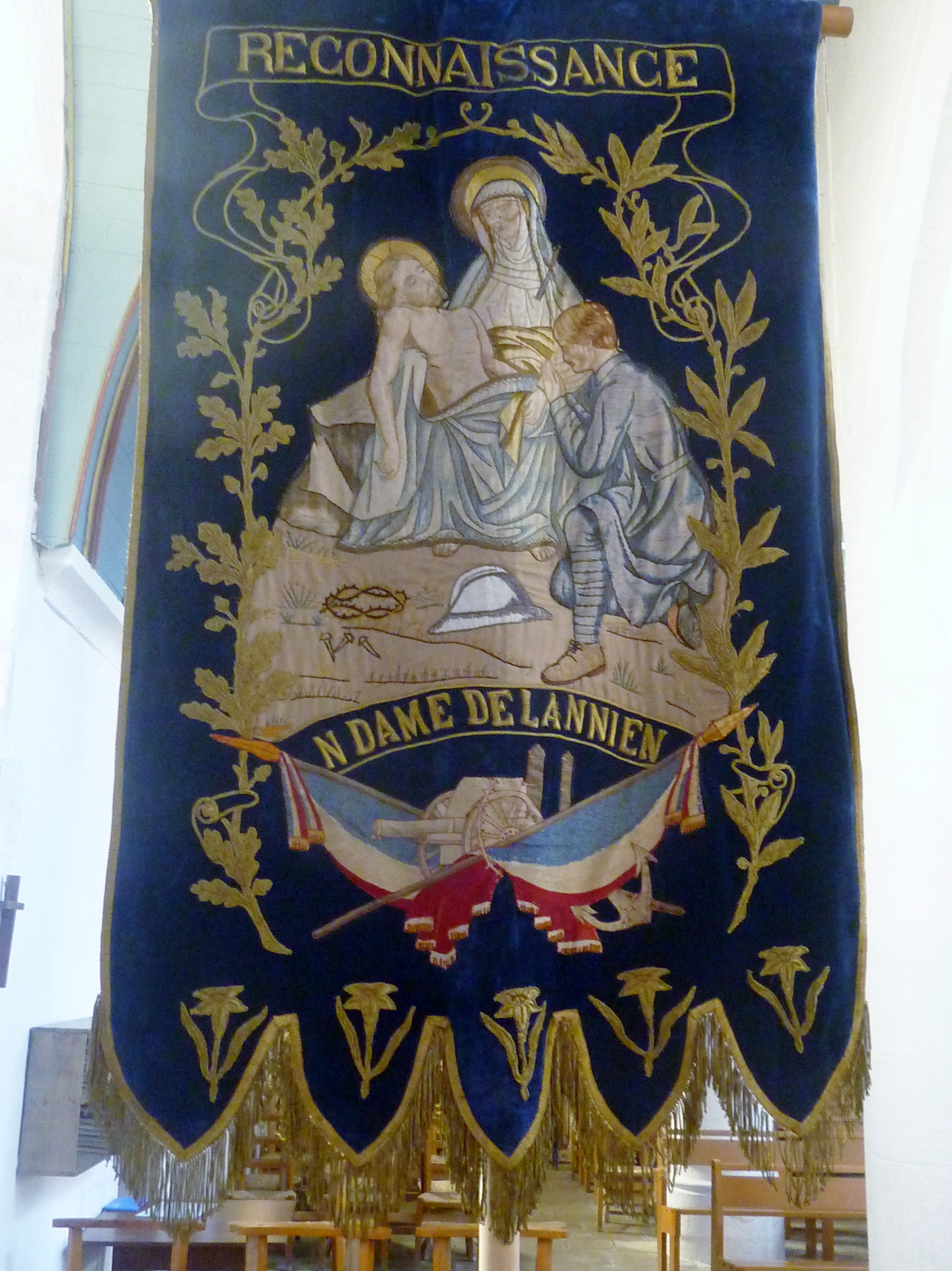
Edern : église paroissiale Saint-Edern, bannière de procession de Notre-Dame-de-Lannien.

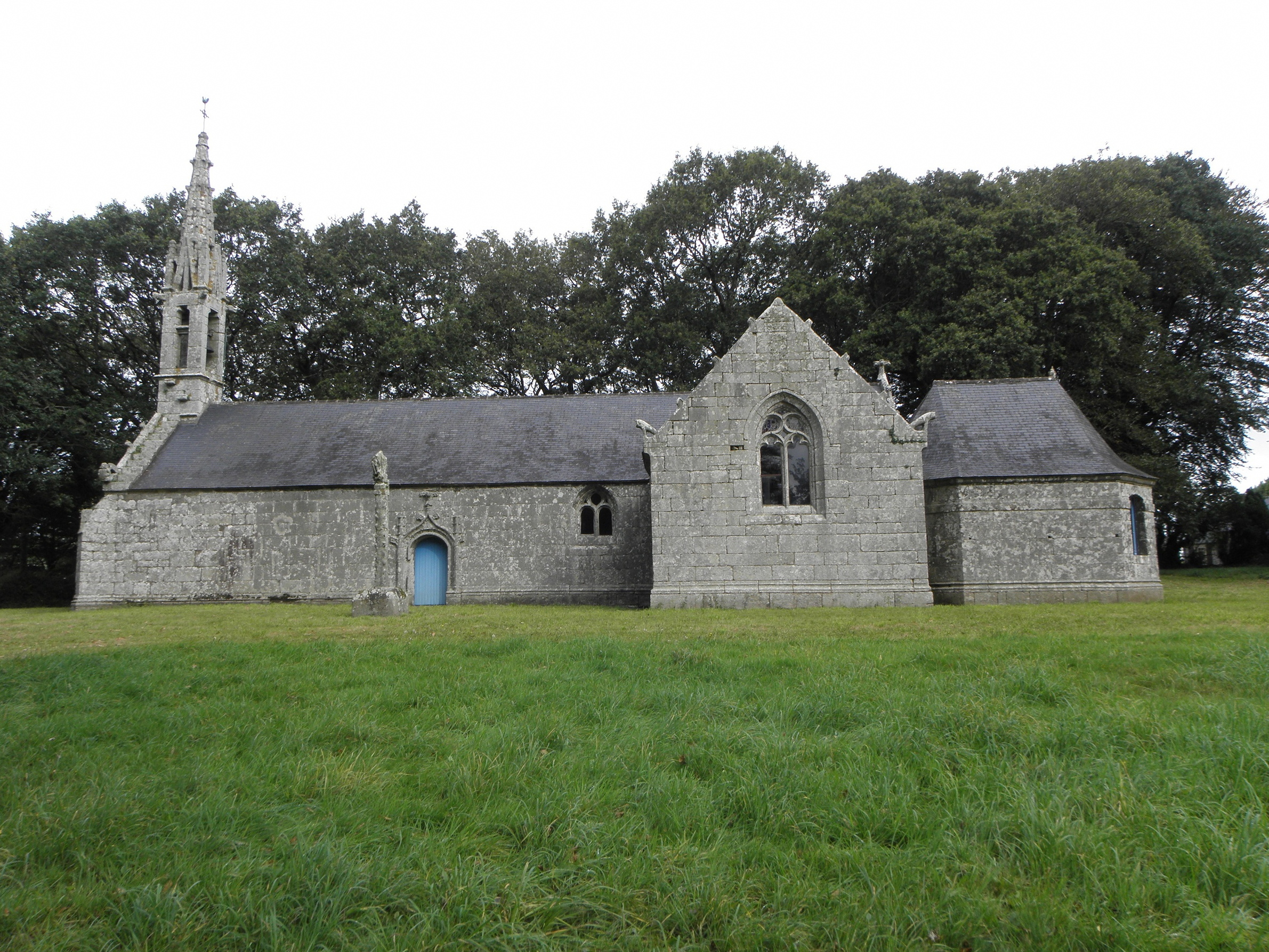
Edern : chapelle Saint-Jean-Botlan, façade sud.
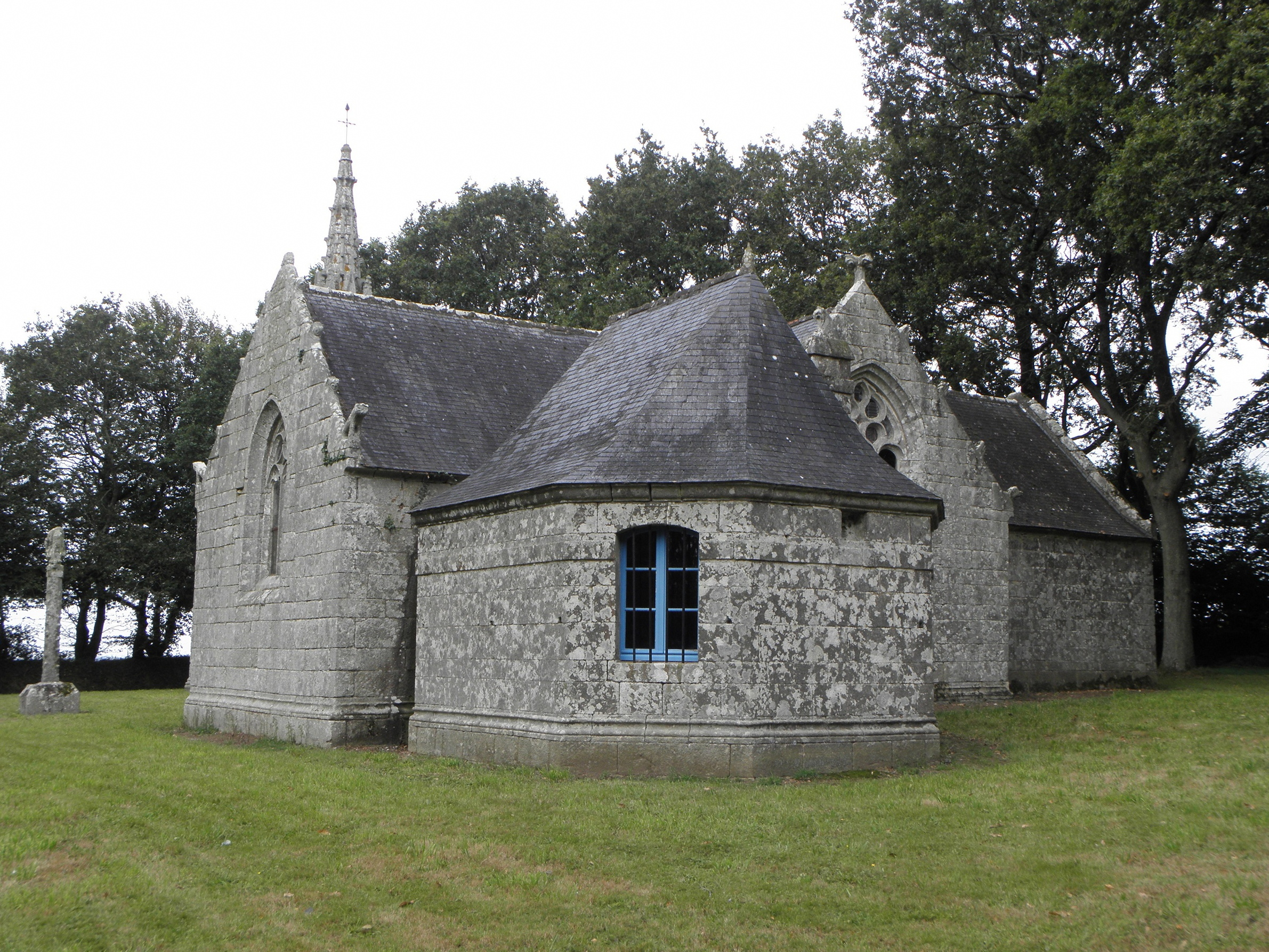
Edern : chapelle Saint-Jean-Botlan, sacristie et chevet.
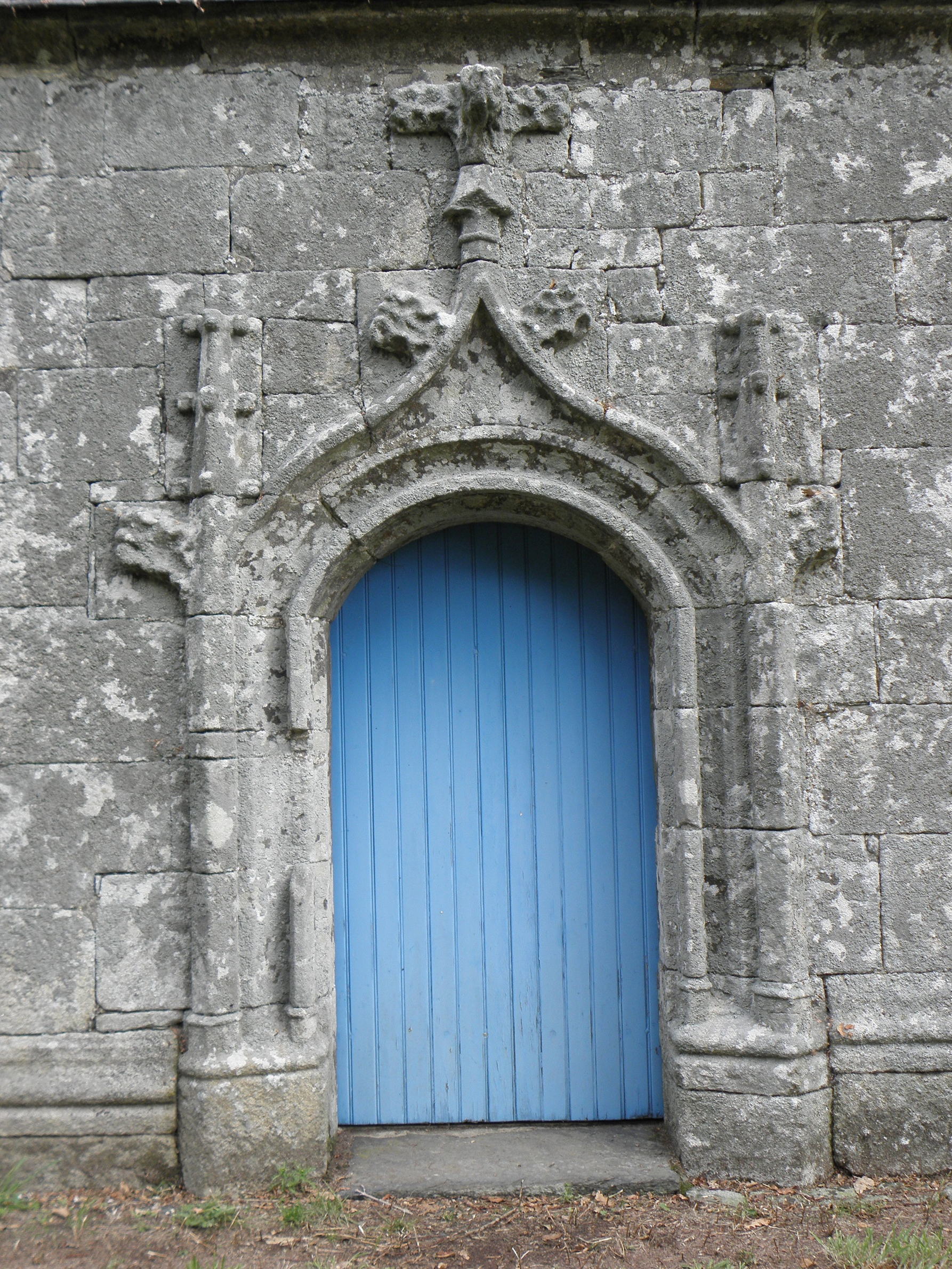
Edern : chapelle Saint-Jean-Botlan, portail occidental.
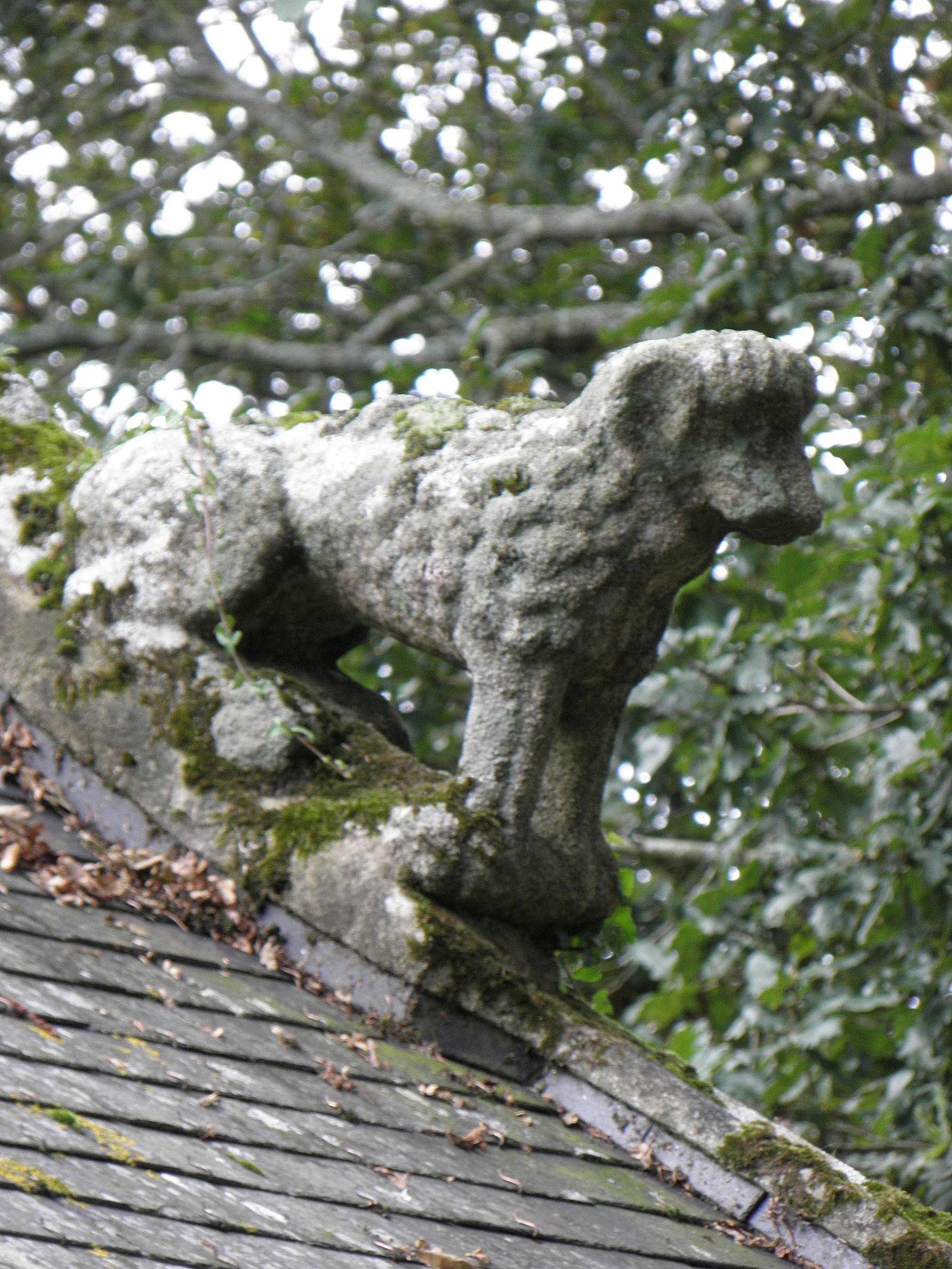
Edern : chapelle Saint-Jean-Botlan, animal fantastique au rampant du pignon ouest.
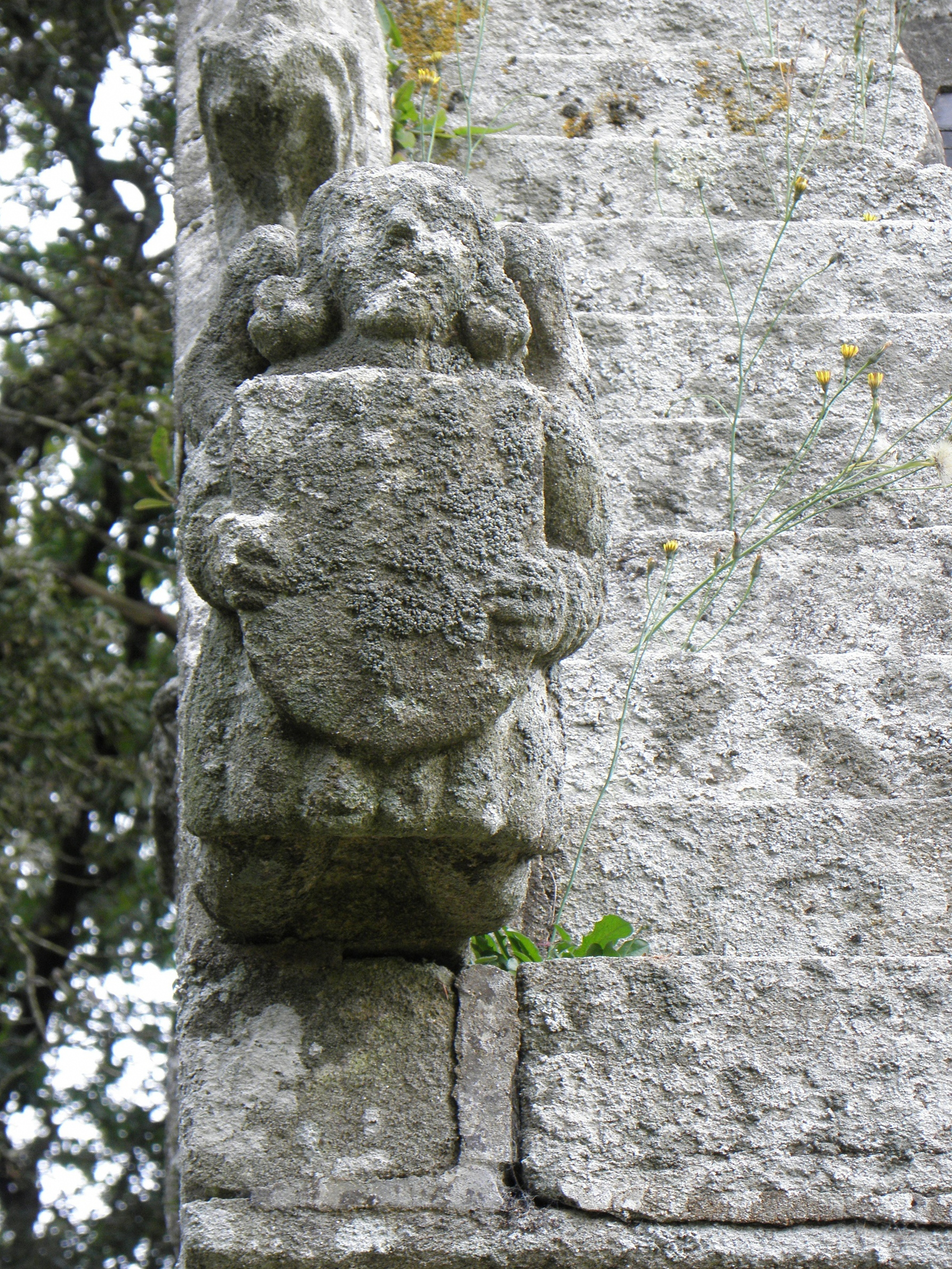
Edern : chapelle Saint-Jean-Botlan, personnage sculpté avec écusson du pignon ouest.

- Les chapelles :
  - La chapelle Saint-Jean-Botlan ou chapelle Sant-Yann-Bodlann (Bod-lann signifie en breton « buisson d'ajoncs »), est une ancienne possession des Hospitaliers. Elle est inscrite au titre des monuments historiques par arrêté du 12 février 1976[67].
  - La chapelle Saint-Guénolé à Gulvain, dédiée à sant Gwenole, est une ancienne chapelle tréviale qui fut reconstruite en 1880 par l'architecte Jules Boyer ; elle a été en partie détruite par le foudre le 18 octobre 1924, mais restaurée en 1925. Elle a conservé son cimetière dans son placître[68].
  - La chapelle Notre-Dame-du-Hellen date du XVIe siècle ; elle est en forme de croix latine. Son vitrail a conservé le blason des seigneurs du Hellen. La chapelle possède des statues de sainte Catherine, saint Tugen, saint Barthélemy, saint Nicolas et un groupe représentant sainte Anne et la Vierge Marie assises[69].
  - La chapelle Saint-Symphorien, dite aussi chapelle de Landivigen, date du XVIIe siècle et est dédiée à saint Symphorien d'Autun[70] ; elle possède un petit clocher à dôme et deux statues sont à l'intérieur, l'une représentant saint Symphorien, l'autre sainte Catherine. Son pardon a lieu au mois de mai[71].
  - La chapelle Notre-Dame de Lannien : elle date du XVIe siècle et comprend une nef avec au nord un bas-côté constitué de quatre travées, et accostée au sud d'une chapelle. Le clocher, avec sa galerie et ses deux chambres de cloches couronnées d'un dôme à lanternons, date du XVIIIe siècle.
  - La chapelle Saint-Maodez a disparu ; les seuls vestiges subsistant sont le calvaire monumental à base triangulaire qui date du XVe siècle et qui est un site inscrit aux monuments historiques depuis le 22 octobre 1956 (mais les statues qui le composaient ont été dispersées, la Piéta par exemple se trouve au musée de Quimper ; il subsiste sur place sa croix centrale) et une fontaine datant du XVIe siècle qui était enfouie sous la terre et qui a été exhumée en avril 2021 par des membres de l'association Edern Histoire et Patrimoine[72].

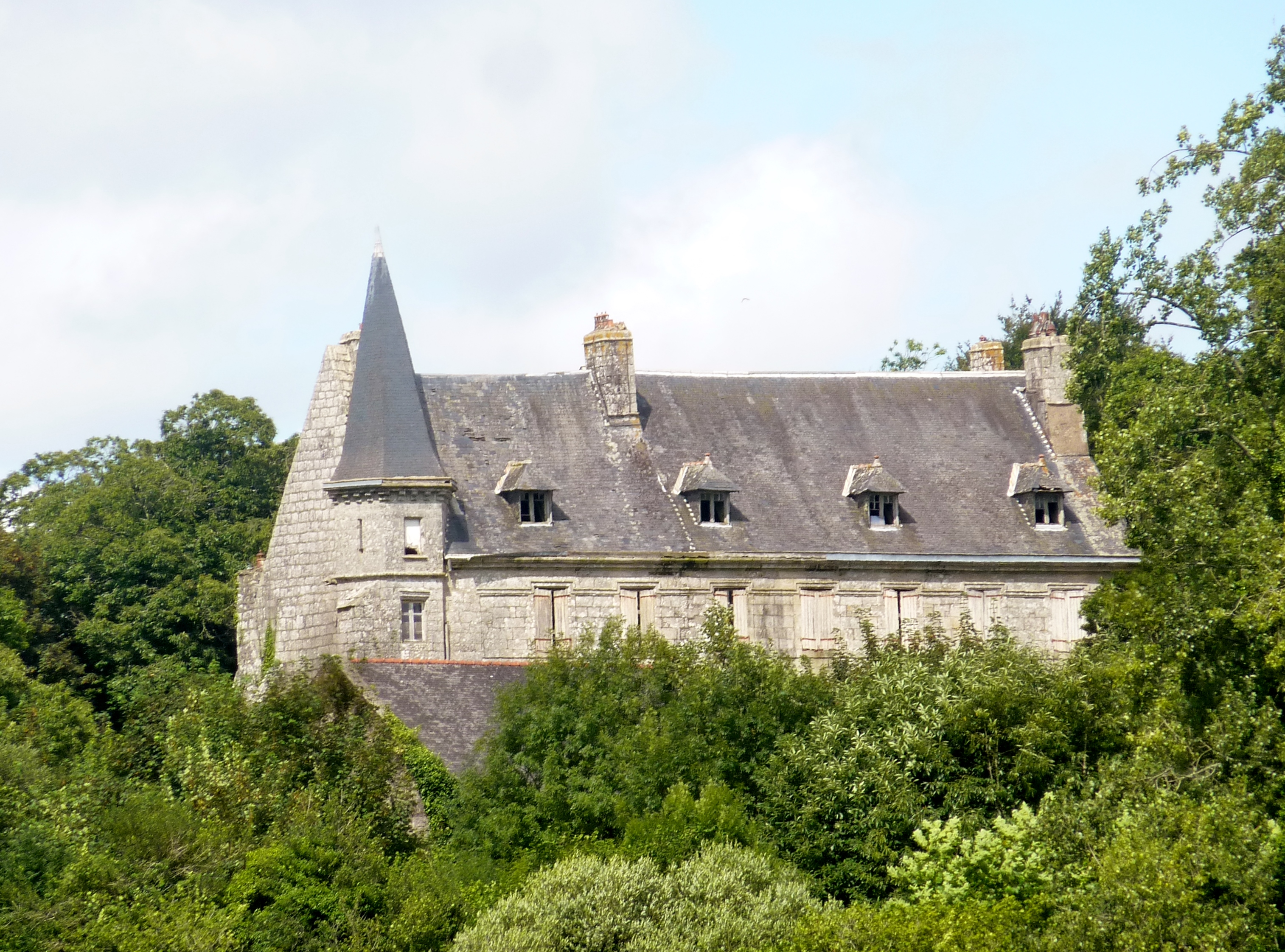
Le manoir de la Boissière vu de loin en 2016.

- Le manoir de la Boissière. Un premier édifice est construit au XVe siècle. Il est reconstruit en 1648 par René de Penandreff de Keranstret[Note 13], mais détruit en partie par les Bonnets rouges en 1675. La famille de Penandreff part s'exiler à Jersey. Il est vendu en 1802 à Jean-François Riou de Kerhallet, corsaire à Brest. Il est restauré et agrandi au XIXe siècle. Manoir familial de Jean-Edern Hallier, vendu en 2002 à un homme d'affaires[73]. Mais le manoir était attaqué par la mérule et son nouveau propriétaire renonça à le restaurer. Menacé de tomber en ruine et saccagé par des vandales lors d'intrusions, son parc envahi par les ronces, une poignée de bénévoles, sous l'impulsion de Jonathan Fourreau, entreprend son sauvetage avec l'accord du propriétaire ; des fenêtres provisoires posées sur la façade afin de mettre le manoir hors eau et hors air[74]. Ce manoir est situé à La Boissière/Ar Veuzid, un peu au-dessous et au sud de la ville de Briec.

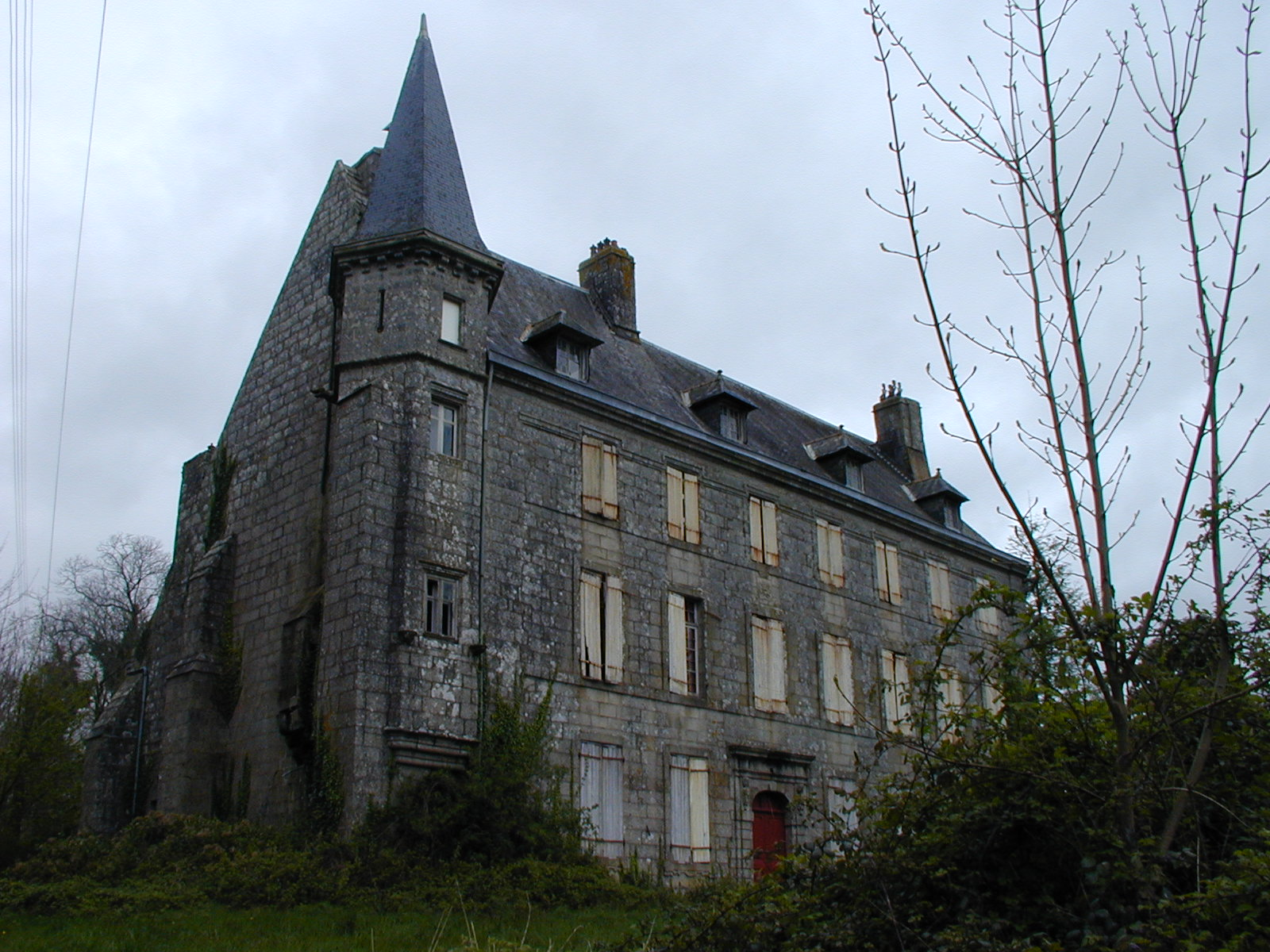
Le manoir de la Boissière (état en 2012).
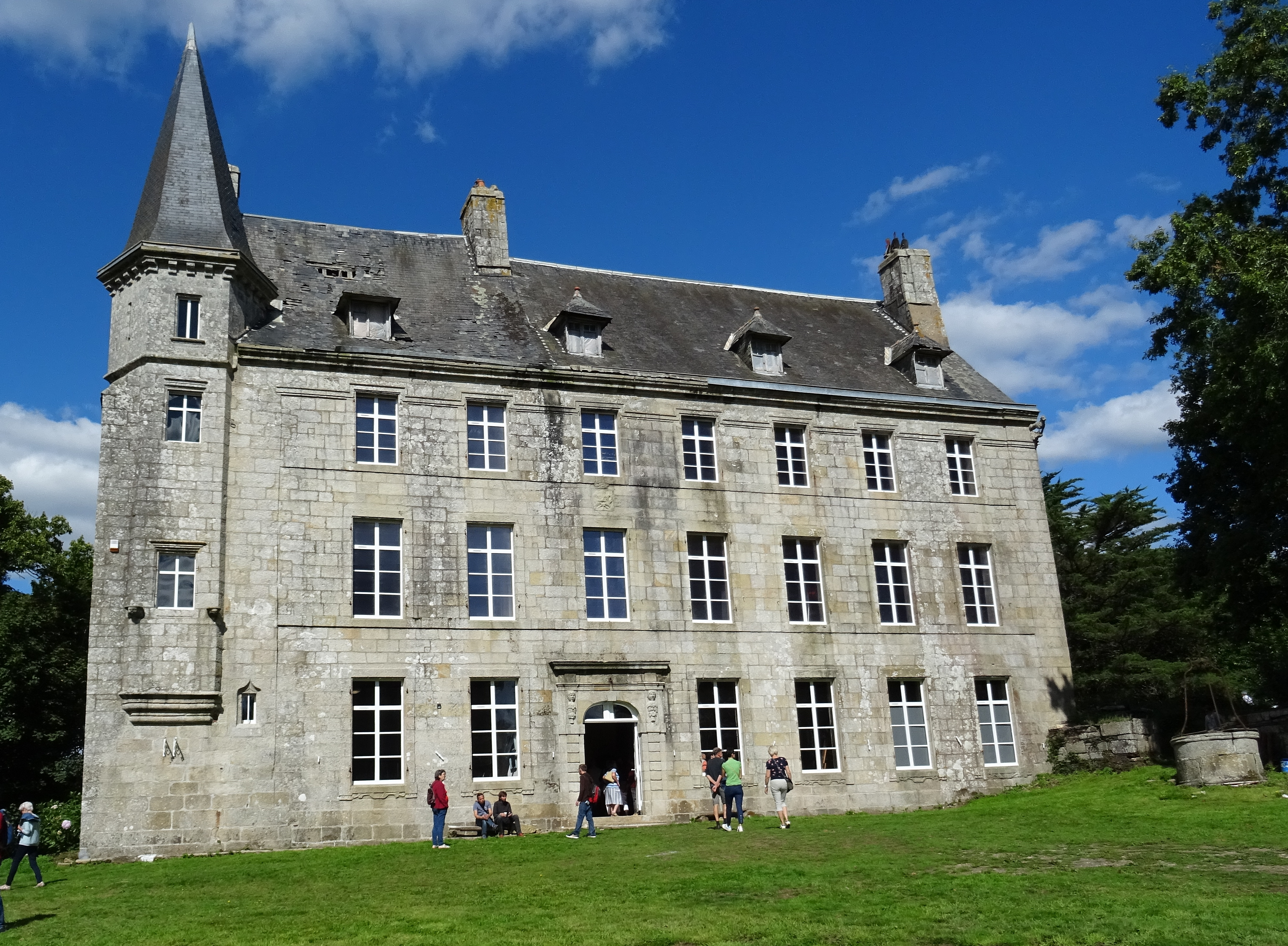
Edern : le manoir de La Boissière : vue extérieure d'ensemble (en 2022).
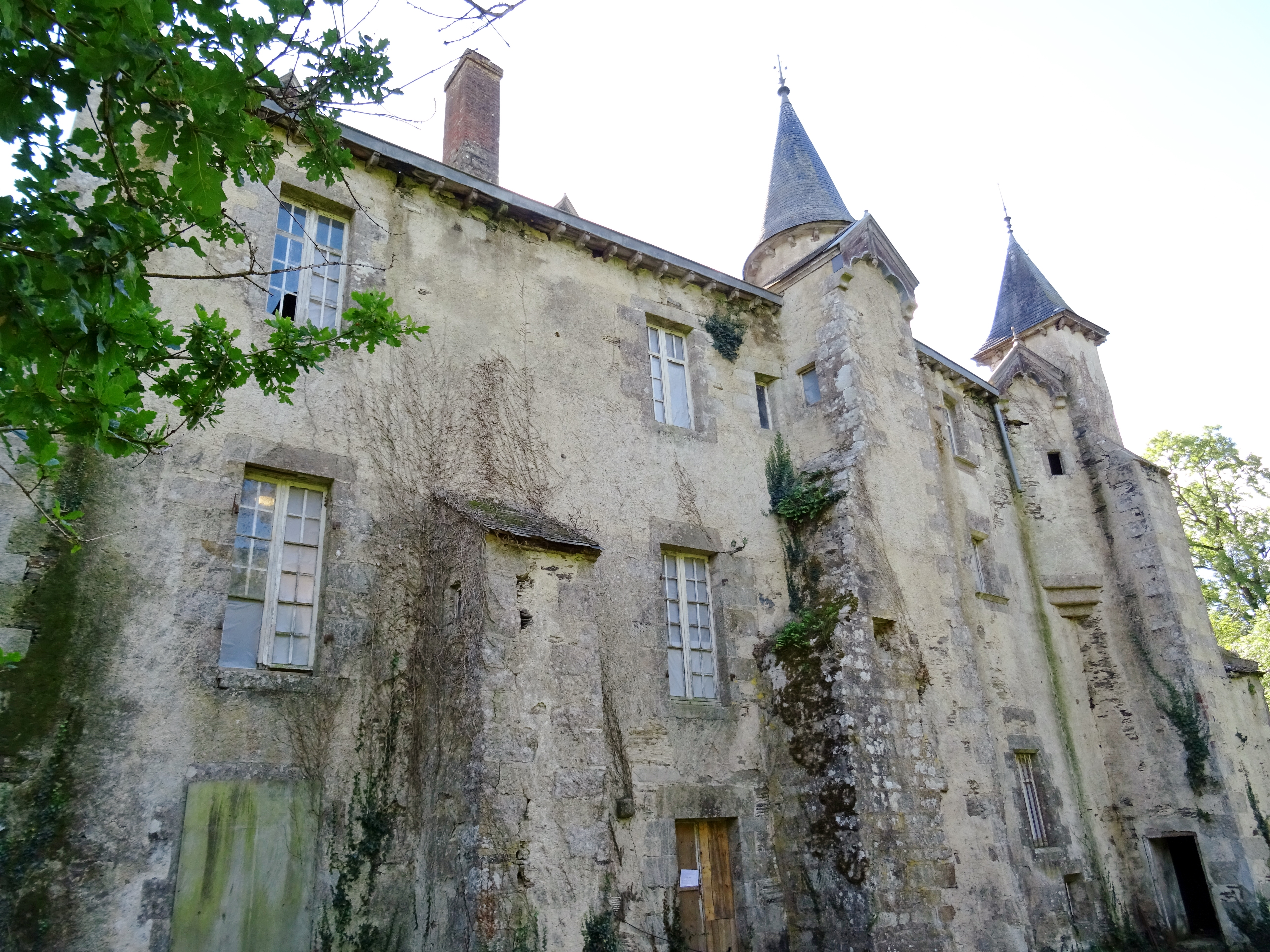
Manoir de la Boissière : façade arrière (côté nord).
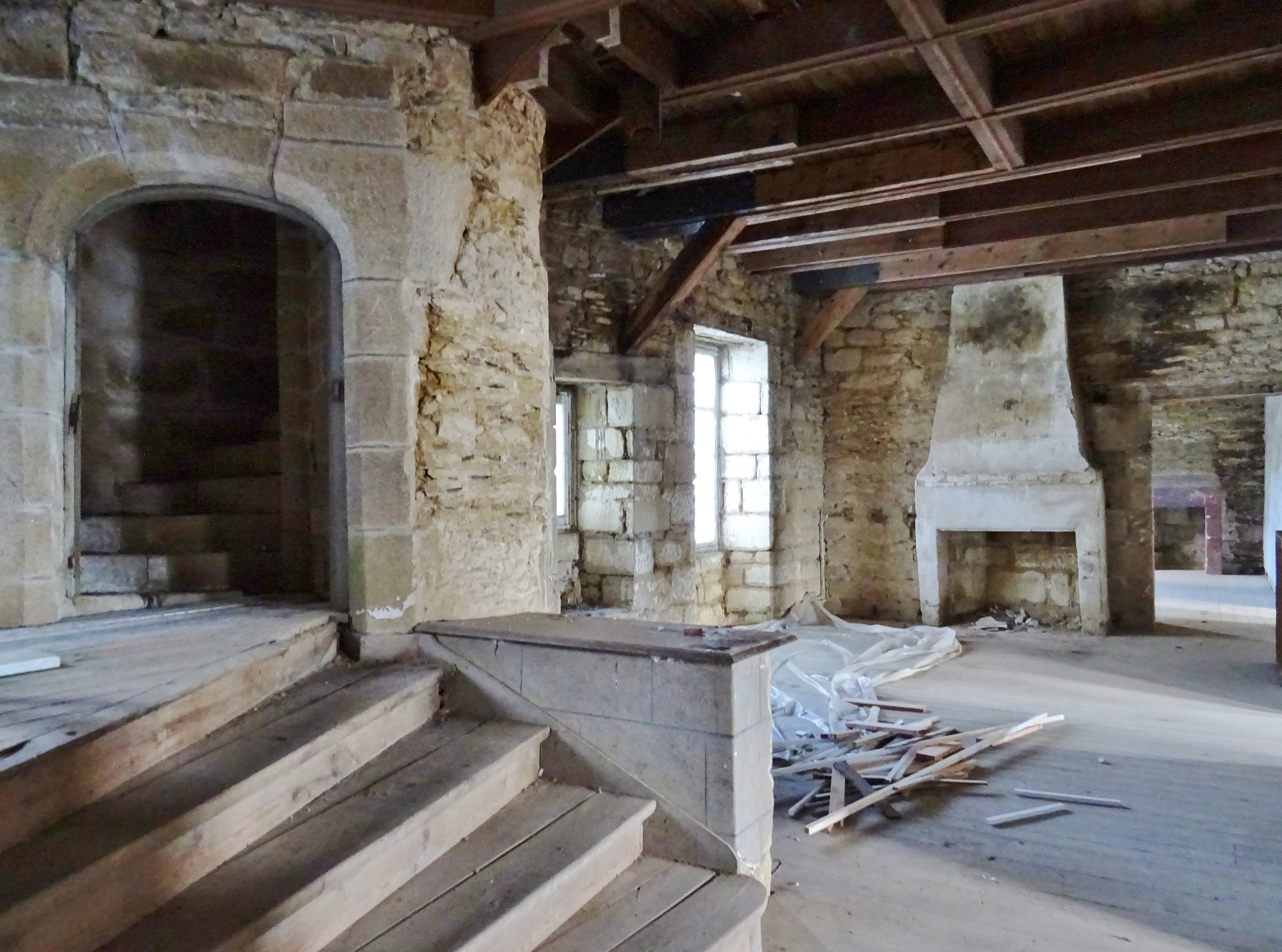
Manoir de la Boissière : une des salles du rez-de-chaussée (état en 2022)
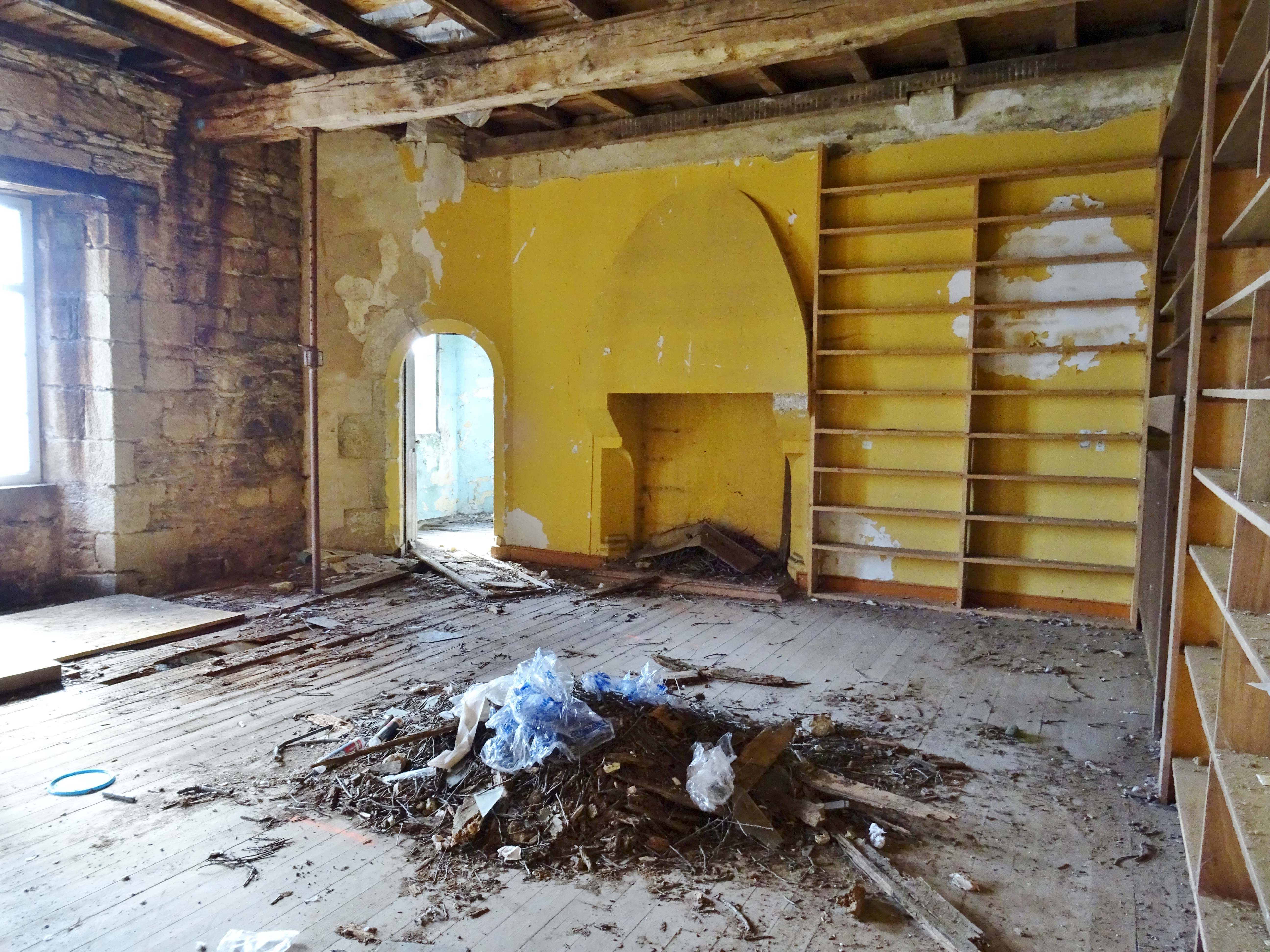
Manoir de la Boissière : le piteux état d'une des salles de l'étage en 2022.
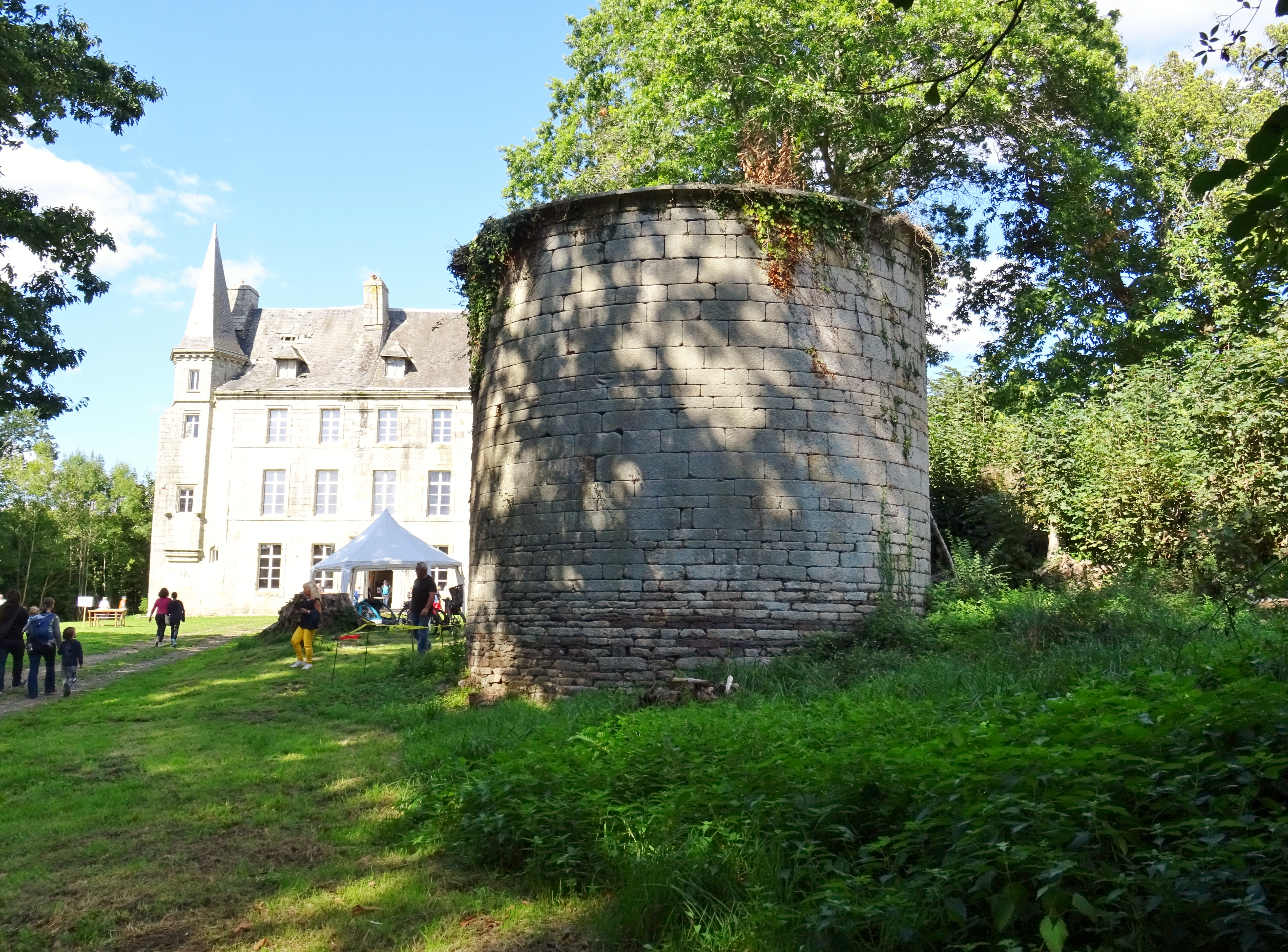
Manoir de la Boissière : le colombier.

- Le lavoir-fontaine de Parc an Oac'h Ru : il date de 1750 et a été restauré en 2010 par l'association "Edern Histoire et Patrimoine" ; il a probablement servi à faire rouir le chanvre et le lin, destiné surtout aux ateliers de tissage de Locronan .

## Sport
- Un terrain de moto-cross existe à Pen ar Stang en Edern[75] ; en 2020 une des deux manches du championnat de Bretagne y a été organisée[76].

## Personnalités liées à la commune
- L'écrivain et polémiste Jean-Edern Hallier[73].
- L'homme politique et ancien maire d'Edern André Angot.